# Eleições autárquicas portuguesas de 2021
As eleições autárquicas portuguesas de 2021 foram realizadas em 26 de setembro de 2021. Estiveram em disputa nestas eleições autárquicas a eleição de 308 presidentes de câmaras municipais, os seus vereadores e assembleias municipais, bem como as 3 091 assembleias de freguesia, das quais saíram os executivos das juntas de freguesia.
O Partido Socialista voltou, pela terceira eleição consecutiva, a ser o partido vencedor e com o maior número conquistadas (147 sozinho e uma coligação). Apesar dos socialistas se manterem como o maior partido autárquico, o partido perdeu diversas câmaras de relevo, com o grande destaque a ser a derrota em Lisboa. Após 14 anos de governação socialista, a capital foi perdida para a coligação de centro-direita. A juntar à derrota na capital, o PS perdeu câmaras como Coimbra, Funchal e Barcelos, além de perder bastiões históricos socialistas como a Mealhada, Cartaxo ou Reguengos de Monsaraz. Os pontos positivos para os socialistas foram a recuperação de Loures (perdida em 2013 para a CDU) e a recuperação do bastião de Vila do Conde.
O Partido Social Democrata, após três eleições autárquicas consecutivas a perder terreno, conseguiu ganhar fôlego e conquistou mais de 30 câmaras municipais. A grande vitória social-democrata foi a conquista da capital Lisboa, onde Carlos Moedas foi eleito presidente da câmara. O PSD também conseguia conquistar de grande importância como foram o caso de Coimbra, Funchal, Barcelos e Portalegre. Além destas câmaras, os social-democratas foram capazes de ganhar câmaras que sempre foram socialistas como o Cartaxo e Reguengos de Monsaraz. O grande revés para o PSD nestas eleições foi a perda da câmara da Guarda para um movimento independente formado por antigos membros do partido.
A Coligação Democrática Unitária voltou novamente a ter maus resultados pela segunda eleição consecutiva, obtendo o seu pior resultado autárquico de sempre. A coligação liderada pelo Partido Comunista Português falhou o objetivo de recuperar câmaras como Almada e Barreiro, como ainda perdeu Loures para o PS. A juntar-se a isto, os comunistas perderam bastiões que sempre tiveram nas suas mãos: Moita, Montemor-o-Novo e Mora. Os poucos pontos positivos da noite eleitoral para a CDU foram os bons resultados conseguidos em Lisboa e no Porto, bem como a recuperação de dois antigos bastiões comunistas: Barrancos e Viana do Alentejo.
O CDS – Partido Popular teve resultados mistos. Se, por um lado os centristas conseguiram manter as seis câmaras que tinham e participaram nas coligações vencedoras com o PSD em  Coimbra, Funchal, Barcelos e Portalegre, o CDS perdeu muita força nos locais onde concorreu sozinho. Em locais onde o partido era historicamente forte como Viseu ou Leiria, o CDS viu-se reduzido aos seus piores resultados de sempre. A interpretação dos resultados abriu uma guerra interna, com o líder do CDS Francisco Rodrigues dos Santos a considerar que os resultados foram um sucesso, enquanto o crítico Nuno Melo considerou os resultados como fracos, apresentando uma candidatura contra o líder.
O Bloco de Esquerda voltou, mais uma vez, a demonstrar incapacidade de se implementar a nível autárquico. Os bloquistas ficaram reduzidos a apenas 4 vereadores, menos 8 que os conseguidos nas eleições de 2017. O único ponto positivo para o BE foi a eleição de um vereador no Porto pela primeira vez na história do partido.
Quantos os novos partidos, o Chega foi o mais bem-sucedido ao conseguir eleger 19 vereadores nas primeiras eleições autárquicas do partido. A Iniciativa Liberal e o Pessoas–Animais–Natureza não conseguiram eleger qualquer vereador.
Os movimentos independentes conseguiram o maior número de sempre de câmaras sob o seu controlo, conquistando 19 câmaras, tantas como a CDU. Estes movimentos conseguiram conquistaram câmaras como a Figueira da Foz, a Guarda, Marinha Grande, Caldas da Rainha ou Mealhada.

Logotipo oficial da eleição.

Por fim, referir a participação eleitoral de 53,6% foi a segunda mais baixa da história das eleições autárquicas, registo negativo apenas pela superado nas eleições de 2013.

## Mandatos
| Vereadores | Vereadores                | Vereadores |
| Mandatos   | Eleitores                 | Ref.       |
| ---------- | ------------------------- | ---------- |
| 17         | Lisboa                    | [ 33 ]     |
| 13         | Porto                     | [ 33 ]     |
| 11         | 100 000 eleitores ou mais | [ 33 ]     |
| 9          | mais de 50 000 eleitores  | [ 33 ]     |
| 7          | mais de 10 000 eleitores  | [ 33 ]     |
| 5          | 10 000 eleitores ou menos | [ 33 ]     |

### Limitação de mandatos
Nestas eleições, 50 presidentes de câmara eleitos em 2017 estariam impedidos de se candidatar por força da lei da limitação de mandatos. No entanto, 12 destes abandonaram funções antes do fim do mandato 2017-2021, pelo que os autarcas que os substituem deixam de estar sujeitos a limitação de mandatos.[carece de fontes?]
- 28 eleitos pelo Partido Socialista (PS)
- 15 eleitos pelo Partido Social Democrata (PPD/PSD)
- 3 eleitos pela Coligação Democrática Unitária (PCP-PEV)
- 1 eleito pelo CDS - Partido Popular (CDS-PP)
- 1 eleito por uma coligação PPD/PSD.CDS-PP
- 1 eleito por um movimento independente

Três capitais de distrito tiveram presidentes eleitos nestas condições:
- Leiria (deixou de estar por renúncia do presidente eleito em 2017)
- Setúbal
- Viana do Castelo

| Distrito / R.A.  | Concelho               | Presidente                  | Força política | Força política                              | Observações | Ref. |
| ---------------- | ---------------------- | --------------------------- | -------------- | ------------------------------------------- | --- | ---- |
| Aveiro           | Castelo de Paiva       | Gonçalo Rocha               |                | Partido Socialista                          | |      |
| Aveiro           | Espinho                | Joaquim Pinto Moreira       |                | Partido Social Democrata                    | |      |
| Beja             | Aljustrel              | Nelson Brito                |                | Partido Socialista                          | |      |
| Beja             | Mértola                | Jorge Rosa                  |                | Partido Socialista                          | |      |
| Beja             | Odemira                | José Alberto Guerreiro      |                | Partido Socialista                          | |      |
| Braga            | Barcelos               | Miguel Costa Gomes          |                | Partido Socialista                          | |      |
| Braga            | Celorico de Basto      | Joaquim Mota e Silva        |                | Partido Social Democrata                    | |      |
| Braga            | Vila Verde             | António Vilela              |                | Partido Social Democrata                    | |      |
| Bragança         | Alfândega da Fé        | Berta Nunes                 |                | Partido Socialista                          | Renunciou ao mandato em 2019, após eleição para a Assembleia da República pelo PS, em representação do círculo de Bragança.                                |      |
| Bragança         | Miranda do Douro       | Artur Nunes                 |                | Partido Socialista                          | |      |
| Castelo Branco   | Sertã                  | José Farinha Nunes          |                | Partido Social Democrata                    | |      |
| Coimbra          | Figueira da Foz        | João Ataíde                 |                | Partido Socialista                          | Renunciou ao mandato em 2019, após nomeação como Secretário de Estado do Ambiente do XXI Governo Constitucional.                                           |      |
| Coimbra          | Góis                   | Lurdes Castanheira          |                | Partido Socialista                          | |      |
| Coimbra          | Oliveira do Hospital   | José Carlos Alexandrino     |                | Partido Socialista                          | |      |
| Coimbra          | Pampilhosa da Serra    | José Brito                  |                | Partido Social Democrata                    | |      |
| Coimbra          | Penacova               | Humberto Oliveira           |                | Partido Socialista                          | |      |
| Évora            | Estremoz               | Luís Mourinha               |                | Movimento Independente por Estremoz (MiETZ) | Cessou funções em 2019, após condenação a perda de mandato.                                                                                                |      |
| Évora            | Mora                   | Luís Simão                  |                | Coligação Democrática Unitária (PCP-PEV)    | |      |
| Évora            | Reguengos de Monsaraz  | José Calixto                |                | Partido Socialista                          | |      |
| Évora            | Viana do Alentejo      | Bernardino Bengalinha Pinto |                | Partido Socialista                          | |      |
| Faro             | Aljezur                | José Amarelinho             |                | Partido Socialista                          | Cessou funções em 2018, após condenação a perda de mandato.                                                                                                |      |
| Faro             | Monchique              | Rui André                   |                | Partido Social Democrata                    | |      |
| Faro             | Tavira                 | Jorge Botelho               |                | Partido Socialista                          | Renunciou ao mandato em 2019, após eleição para a Assembleia da República pelo PS, em representação do círculo de Faro.                                    |      |
| Faro             | Vila do Bispo          | Adelino Soares              |                | Partido Socialista                          | Renunciou ao mandato em 2021, após nomeação como vogal executivo do Conselho de Administração da Algar – Valorização e Tratamento de Resíduos Sólidos, SA. |      |
| Guarda           | Sabugal                | António Robalo              |                | Partido Social Democrata                    | |      |
| Guarda           | Seia                   | Carlos Filipe Camelo        |                | Partido Socialista                          | |      |
| Guarda           | Vila Nova de Foz Côa   | Gustavo Duarte              |                | Partido Social Democrata                    | |      |
| Leiria           | Alcobaça               | Paulo Inácio                |                | Partido Social Democrata                    | |      |
| Leiria           | Leiria                 | Raul Castro                 |                | Partido Socialista                          | Renunciou ao mandato em 2019, após eleição para a Assembleia da República pelo PS, em representação do círculo de Leiria.                                  |      |
| Portalegre       | Arronches              | Fermelinda Carvalho         |                | Partido Social Democrata                    | |      |
| Portalegre       | Campo Maior            | Ricardo Pinheiro            |                | Partido Socialista                          | Suspendeu o mandato em 2019, após eleição para a Assembleia da República pelo PS, em representação do círculo de Portalegre.                               |      |
| Santarém         | Abrantes               | Maria do Céu Albuquerque    |                | Partido Socialista                          | Renunciou ao mandato em 2019, após nomeação como Secretária de Estado do Desenvolvimento Regional do XXI Governo Constitucional.                           |      |
| Santarém         | Alcanena               | Fernanda Asseiceira         |                | Partido Socialista                          | |      |
| Santarém         | Alpiarça               | Mário Pereira               |                | Coligação Democrática Unitária              | |      |
| Santarém         | Ferreira do Zêzere     | Jacinto Lopes               |                | Partido Social Democrata                    | |      |
| Santarém         | Rio Maior              | Isaura Morais               |                | Juntos pelo Futuro (PPD/PSD.CDS-PP)         | Renunciou ao mandato em 2019, após eleição para a Assembleia da República pelo PSD, em representação do círculo de Santarém.                               |      |
| Setúbal          | Setúbal                | Maria das Dores Meira       |                | Coligação Democrática Unitária (PCP-PEV)    | |      |
| Viana do Castelo | Ponte de Lima          | Victor Mendes               |                | CDS – Partido Popular                       | |      |
| Viana do Castelo | Valença                | Jorge Mendes                |                | Partido Social Democrata                    | Renunciou ao mandato em 2019, após eleição para a Assembleia da República pelo PSD, em representação do círculo de Viana do Castelo.                       |      |
| Viana do Castelo | Viana do Castelo       | José Maria Costa            |                | Partido Socialista                          | |      |
| Vila Real        | Mesão Frio             | Alberto Pereira             |                | Partido Socialista                          | |      |
| Vila Real        | Mondim de Basto        | Humberto Cerqueira          |                | Partido Socialista                          | Renunciou ao mandato em 2020, após nomeação como vogal executivo da Comissão Diretiva da Autoridade de Gestão do Norte 2020.                               |      |
| Viseu            | Mangualde              | João Azevedo                |                | Partido Socialista                          | Renunciou ao mandato em 2019, após eleição para a Assembleia da República pelo PS, em representação do círculo de Viseu.                                   |      |
| Viseu            | Moimenta da Beira      | José Eduardo Ferreira       |                | Partido Socialista                          | |      |
| Viseu            | Penedono               | Carlos Esteves              |                | Partido Social Democrata                    | |      |
| Viseu            | Vila Nova de Paiva     | José Morgado                |                | Partido Socialista                          | Renunciou ao mandato em 2021, após nomeação como vice-presidente da Comissão de Coordenação e Desenvolvimento Regional do Centro.                          |      |
| Açores           | Vila do Porto          | Carlos Rodrigues            |                | Partido Social Democrata                    | |      |
| Açores           | Santa Cruz da Graciosa | Manuel Avelar               |                | Partido Socialista                          | |      |
| Açores           | Lajes do Pico          | Roberto Silva               |                | Partido Socialista                          | |      |

## Debates televisivos
Realizaram-se vários debates, nos canais de televisão generalistas, entre os candidatos à Presidência de diversas Câmaras Municipais.
A 17 de Agosto, a RTP anunciou que organizaria 22 debates — relativos às Câmaras de cada capital de distrito, bem como, por escolha editorial, às Câmaras Municipais de Almada, da Amadora, de Odemira e da Figueira da Foz —, para os quais seriam convidados todos os respectivos candidatos. Foram transmitidos na RTP3, excepto os de Lisboa e do Porto, que foram transmitidos simultaneamente nesta e na RTP1.
A SIC, até 23 de Agosto, ainda só tinha marcado dois debates: relativos às Câmaras de Lisboa e do Porto, mas apenas com alguns candidatos; no entanto, admitiu a possibilidade de vir a organizar mais alguns entretanto. Estes debates acabaram por, em cada caso, reunir apenas sete dos respectivos candidatos e começaram por ser transmitidos na SIC e na SIC Notícias em simultâneo, sendo a meio cortada a emissão na SIC e transferida exclusivamente para a SIC Notícias. Posteriormente, foram ainda organizados três outros debates, só na SIC Notícias e de manhã (em vez de à noite, como é habitual), com os candidatos às Câmaras de Almada, da Amadora e da Figueira da Foz.
A TVI, até 23 de Agosto, só tinha anunciado um frente-a-frente entre Fernando Medina e Carlos Moedas, o que motivou queixas por parte do PCP e do Bloco de Esquerda à Comissão Nacional de Eleições por discriminação na selecção de candidatos. Este debate começou por ser transmitido em simultâneo na TVI e na TVI24, sendo a meio cortada a emissão na TVI e transferida totalmente para a TVI24. Foi, também, depois marcado um outro debate entre sete dos candidatos à Câmara do Porto, transmitido exclusivamente na TVI24.
Finalmente, também o Porto Canal marcou debates relativos a vários municípios, principalmente no Norte do País.
| Concelho         | Data   | Canal       |
| ---------------- | ------ | ----------- |
| Odemira          | 23/ago | RTP3        |
| Viana do Castelo | 24/ago | RTP3        |
| Évora            | 25/ago | RTP3        |
| Bragança         | 26/ago | RTP3        |
| Castelo Branco   | 27/ago | RTP3        |
| Vila Real        | 29/ago | RTP3        |
| Santarém         | 30/ago | RTP3        |
| Viseu            | 31/ago | RTP3        |
| Almada           | 1/set  | RTP3        |
| Braga            | 2/set  | RTP3        |
| Faro             | 3/set  | RTP3        |
| Guarda           | 4/set  | RTP3        |
| Beja             | 5/set  | RTP3        |
| Aveiro           | 6/set  | RTP3        |
| Amadora          | 7/set  | RTP3        |
| Setúbal          | 8/set  | RTP3        |
| Coimbra          | 10/set | RTP3        |
| Portalegre       | 11/set | RTP3        |
| Leiria           | 12/set | RTP3        |
| Figueira da Foz  | 13/set | RTP3        |
| Porto            | 14/set | RTP1 e RTP3 |
| Lisboa           | 15/set | RTP1 e RTP3 |

| Concelho        | Data  | Canal              |
| --------------- | ----- | ------------------ |
| Lisboa          | 2/set | SIC e SIC Notícias |
| Porto           | 3/set | SIC e SIC Notícias |
| Almada          | 7/set | SIC Notícias       |
| Amadora         | 8/set | SIC Notícias       |
| Figueira da Foz | 9/set | SIC Notícias       |

| Concelho                                   | Data  | Canal     |
| ------------------------------------------ | ----- | --------- |
| Lisboa (Fernando Medina vs. Carlos Moedas) | 7/set | TVI/TVI24 |
| Porto                                      | 9/set | TVI24     |

| Concelho            | Data   | Canal       |
| ------------------- | ------ | ----------- |
| Vila Real           | 23/ago | Porto Canal |
| Valongo             | 24/ago | Porto Canal |
| Famalicão           | 25/ago | Porto Canal |
| Bragança            | 26/ago | Porto Canal |
| Espinho             | 27/ago | Porto Canal |
| Chaves              | 30/ago | Porto Canal |
| Guimarães           | 30/ago | Porto Canal |
| Ponte de Lima       | 1/set  | Porto Canal |
| Guarda              | 2/set  | Porto Canal |
| Barcelos            | 3/set  | Porto Canal |
| Maia                | 4/set  | Porto Canal |
| Gondomar            | 5/set  | Porto Canal |
| São João da Madeira | 6/set  | Porto Canal |
| Marco de Canaveses  | 11/set | Porto Canal |
| Aveiro              | 12/set | Porto Canal |
| Vila Nova de Gaia   | 13/set | Porto Canal |
| Matosinhos          | 14/set | Porto Canal |
| Viseu               | 16/set | Porto Canal |
| Vila do Conde       | 17/set | Porto Canal |
| Viana do Castelo    | 19/set | Porto Canal |
| Coimbra             | 20/set | Porto Canal |
| Braga               | 22/set | Porto Canal |
| Porto               | 23/set | Porto Canal |

## Resultados

### Câmara Municipal

Resultados eleitorais nas câmaras municipais

| Partido                 | Partido | Votos                               | %                                   | +/-                                 | Presidentes                         | +/-                                 | Vereadores                          | +/-                                 |
| ----------------------- | --- | ----------------------------------- | ----------------------------------- | ----------------------------------- | ----------------------------------- | ----------------------------------- | ----------------------------------- | ----------------------------------- |
|                         | Partido Socialista | 1 711 725                           | 34,23 / 100,00                      | 3,59                                | 148 / 308                           | 11                                  | 888 / 2 064                         | 64                                  |
|                         | Coligações lideradas pelo Partido Social Democrata e com a participação do CDS-Partido PopularPSD-CDS/PSD-CDS-A/PSD-CDS-PPM/PSD-CDS-IL/ PSD-CDS-MPT/PSD-CDS-A-MPT-PDR/ PSD-CDS-A-MPT-PDR-PPM-RIR/ PSD-CDS-A-PPM/PSD-CDS-IL-MPT-PPM/ PSD-CDS-MPT-PPM/ PSD-CDS-A-MPT-PPM/PSD-CDS-A-MPT-PDR-PPM/ PSD-CDS-NC-PPM-A-RIR-VP/PSD-CDS-IL-A | 922 321                             | 18,45 / 100,00                      | 4,62                                | 41 / 308                            | 23                                  | 348 / 2 064                         | 125                                 |
|                         | Partido Social Democrata | 660 436                             | 13,21 / 100,00                      | 2,86                                | 72 / 308                            | 7                                   | 437 / 2 064                         | 56                                  |
|                         | Coligação Democrática Unitária | 410 666                             | 8,21 / 100,00                       | 1,25                                | 19 / 308                            | 5                                   | 148 / 2 064                         | 23                                  |
|                         | Grupo de Cidadãos Eleitores Eleitores | 276 961                             | 5,54 / 100,00                       | 1,25                                | 19 / 308                            | Estável                             | 134 / 2 064                         | 4                                   |
|                         | Chega | 208 232                             | 4,16 / 100,00                       | Novo                                | 0 / 308                             | Novo                                | 19 / 2 064                          | Novo                                |
|                         | PS-BE-PAN-MPT-PDR/PS-PAN/PS-L/PS-PAN-L/PS-RIR | 165 309                             | 3,31 / 100,00                       | 2,07                                | 1 / 308                             | 1                                   | 28 / 2 064                          | 12                                  |
|                         | Bloco de Esquerda | 137 560                             | 2,75 / 100,00                       | 0,54                                | 0 / 308                             | Estável                             | 4 / 2 064                           | 8                                   |
|                         | CDS – Partido Popular | 74 869                              | 1,48 / 100,00                       | 1,12                                | 6 / 308                             | Estável                             | 30 / 2 064                          | 11                                  |
|                         | Iniciativa Liberal | 64 849                              | 1,30 / 100,00                       | Novo                                | 0 / 308                             | Novo                                | 0 / 2 064                           | Novo                                |
|                         | Pessoas–Animais–Natureza | 56 933                              | 1,14 / 100,00                       | 0,06                                | 0 / 308                             | Estável                             | 0 / 2 064                           | Estável                             |
|                         | PSD-MPT/PSD-PPM/PSD-MPT-PPM/PSD-MPT-PPM-A | 32 539                              | 0,65 / 100,00                       | 0,74                                | 1 / 308                             | 1                                   | 14 / 2 064                          | 3                                   |
|                         | Nós, Cidadãos! | 15 226                              | 0,30 / 100,00                       | 0,06                                | 0 / 308                             | 1                                   | 5 / 2 064                           | Estável                             |
|                         | Juntos pelo Povo | 14 073                              | 0,28 / 100,00                       | 0,01                                | 1 / 308                             | Estável                             | 5 / 2 064                           | 1                                   |
|                         | Coligações lideradas pelo CDS – Partido PopularCDS-MPT/CDS-MPT-PPM/CDS-MPT-PPM-NC/ CDS-A-PDR/CDS-NC-A/CDS-NC-A-MPT-PPM/ CDS-A-PDR-MPT/CDS-A-PPM | 10 086                              | 0,20 / 100,00                       | 1,20                                | 0 / 308                             | Estável                             | 1 / 2 064                           | 7                                   |
|                         | NC-A/NC-PPM/NC-RIR | 9 967                               | 0,20 / 100,00                       | Novo                                | 0 / 308                             | Novo                                | 1 / 2 064                           | Novo                                |
|                         | BE-L-VP | 5 539                               | 0,11 / 100,00                       | Novo                                | 0 / 308                             | Novo                                | 1 / 2 064                           | Novo                                |
|                         | Aliança | 3 765                               | 0,08 / 100,00                       | Novo                                | 0 / 308                             | Novo                                | 0 / 2 064                           | Novo                                |
|                         | Livre | 2 611                               | 0,05 / 100,00                       | 0,03                                | 0 / 308                             | Estável                             | 0 / 2 064                           | Estável                             |
|                         | Volt Portugal | 1 654                               | 0,03 / 100,00                       | Novo                                | 0 / 308                             | Novo                                | 0 / 2 064                           | Novo                                |
|                         | Partido da Terra | 1 606                               | 0,03 / 100,00                       | 0,04                                | 0 / 308                             | Estável                             | 0 / 2 064                           | Estável                             |
|                         | Partido Trabalhista Português | 1 574                               | 0,03 / 100,00                       | 0,08                                | 0 / 308                             | Estável                             | 0 / 2 064                           | Estável                             |
|                         | Partido Comunista dos Trabalhadores Portugueses | 1 341                               | 0,03 / 100,00                       | 0,21                                | 0 / 308                             | Estável                             | 0 / 2 064                           | Estável                             |
|                         | Partido Popular Monárquico | 988                                 | 0,02 / 100,00                       | 0,01                                | 0 / 308                             | Estável                             | 0 / 2 064                           | Estável                             |
|                         | MPT-PPM-A/MPT-A-RIR | 819                                 | 0,02 / 100,00                       | Novo                                | 0 / 308                             | Novo                                | 0 / 2 064                           | Novo                                |
|                         | Movimento Alternativa Socialista | 738                                 | 0,01 / 100,00                       | 0,01                                | 0 / 308                             | Estável                             | 0 / 2 064                           | Estável                             |
|                         | Reagir Incluir Reciclar | 624                                 | 0,01 / 100,00                       | Novo                                | 0 / 308                             | Novo                                | 0 / 2 064                           | Novo                                |
|                         | Ergue-te | 551                                 | 0,01 / 100,00                       | 0,08                                | 0 / 308                             | Estável                             | 0 / 2 064                           | Estável                             |
|                         | PDR-MPT/PDR-RIR/PDR-A | 378                                 | 0,01 / 100,00                       | Novo                                | 0 / 308                             | Novo                                | 0 / 2 064                           | Novo                                |
|                         | PPM-RIR | 377                                 | 0,01 / 100,00                       | Novo                                | 0 / 308                             | Novo                                | 0 / 2 064                           | Novo                                |
|                         | Partido Democrático Republicano | 319                                 | 0,01 / 100,00                       | 0,04                                | 0 / 308                             | Estável                             | 0 / 2 064                           | Estável                             |
| Votos Inválidos         | Votos Inválidos | 204 276                             | 4,09 / 100,00                       | 0,47                                |                                     |                                     |                                     |                                     |
| Total                   | Total | 4 999 918                           | 100,00 / 100,00                     |                                     | 308 / 308                           |                                     | 2 064 / 2 064                       | 10                                  |
| Eleitorado/Participação | Eleitorado/Participação | 9 319 620                           | 53,65 / 100,00                      | 1,32                                |                                     |                                     |                                     |                                     |
| Fonte                   | Fonte | Ministério da Administração Interna | Ministério da Administração Interna | Ministério da Administração Interna | Ministério da Administração Interna | Ministério da Administração Interna | Ministério da Administração Interna | Ministério da Administração Interna |

## Resultados por Distrito e Região (Câmaras e Vereadores)

### Distrito de Aveiro
| Partido                                              | Partido                                                           | Votos   | %               | +/-  | Presidentes | +/-     | Vereadores | +/-     |
| ---------------------------------------------------- | ----------------------------------------------------------------- | ------- | --------------- | ---- | ----------- | ------- | ---------- | ------- |
|                                                      | Partido Socialista                                                | 91 778  | 26,48 / 100,00  | 3,80 | 4 / 19      | 2       | 40 / 141   | 7       |
|                                                      | Partido Social Democrata                                          | 91 530  | 26,41 / 100,00  | 4,84 | 6 / 19      | Estável | 44 / 141   | 3       |
|                                                      | PSD-CDS/PSD-CDS-PPM/PSD-CDS-IL/ PSD-CDS-PPM-IL/PSD-CDS-IL-MPT-PPM | 45 058  | 13,00 / 100,00  | 2,03 | 2 / 19      | Estável | 20 / 141   | 2       |
|                                                      | CDS – Partido Popular                                             | 31 279  | 9,03 / 100,00   | 0,39 | 3 / 19      | Estável | 17 / 141   | 2       |
|                                                      | Grupo de Cidadãos Eleitores                                       | 18 025  | 5,20 / 100,00   | 1,29 | 3 / 19      | 1       | 12 / 141   | 2       |
|                                                      | Chega                                                             | 9 813   | 2,83 / 100,00   | Novo | 0 / 19      | Novo    | 0 / 141    | Novo    |
|                                                      | PSD-MPT                                                           | 9 301   | 2,68 / 100,00   | -    | 1 / 19      | -       | 4 / 141    | -       |
|                                                      | Bloco de Esquerda                                                 | 8 904   | 2,57 / 100,00   | 0,08 | 0 / 19      | Estável | 0 / 141    | Estável |
|                                                      | PS-PAN                                                            | 8 901   | 2,57 / 100,00   | -    | 0 / 19      | -       | 3 / 141    | -       |
|                                                      | Coligação Democrática Unitária                                    | 8 893   | 2,57 / 100,00   | 0,45 | 0 / 19      | Estável | 0 / 141    | Estável |
|                                                      | Iniciativa Liberal                                                | 2 911   | 0,84 / 100,00   | Novo | 0 / 19      | Novo    | 0 / 141    | Novo    |
|                                                      | NC-PPM                                                            | 2 049   | 0,59 / 100,00   | Novo | 0 / 19      | Novo    | 0 / 141    | Novo    |
|                                                      | Pessoas–Animais–Natureza                                          | 1 397   | 0,40 / 100,00   | 0,03 | 0 / 19      | Estável | 0 / 141    | Estável |
|                                                      | Nós, Cidadãos!                                                    | 725     | 0,21 / 100,00   | 0,05 | 0 / 19      | Estável | 0 / 141    | Estável |
|                                                      | Ergue-te                                                          | 132     | 0,04 / 100,00   | 0,06 | 0 / 19      | Estável | 0 / 141    | Estável |
|                                                      | Partido Comunista dos Trabalhadores Portugueses                   | 92      | 0,03 / 100,00   | -    | 0 / 19      | -       | 0 / 141    | -       |
| Votos Inválidos                                      | Votos Inválidos                                                   | 15 774  | 4,56 / 100,00   | 0,34 |             |         |            |         |
| Total                                                | Total                                                             | 346 562 | 100,00 / 100,00 |      | 19 / 19     |         | 140 / 141  |         |
| Eleitorado/Participação                              | Eleitorado/Participação                                           | 638 794 | 54,25 / 100,00  | 2,31 |             |         |            |         |
| Nota: Um mandato não atribuído no concelho de Águeda |                                                                   |         |                 |      |             |         |            |         |

### Distrito de Beja
| Partido                 | Partido                                                       | Votos   | %               | +/-  | Presidentes | +/-     | Vereadores | +/-     |
| ----------------------- | ------------------------------------------------------------- | ------- | --------------- | ---- | ----------- | ------- | ---------- | ------- |
|                         | Partido Socialista                                            | 33 593  | 44,53 / 100,00  | 6,06 | 10 / 14     | Estável | 41 / 78    | 5       |
|                         | Coligação Democrática Unitária                                | 24 671  | 32,70 / 100,00  | 0,88 | 4 / 14      | Estável | 29 / 78    | Estável |
|                         | PSD-CDS/PSD-CDS-A/PSD-CDS-PPM/ PSD-CDS-PPM-A/PSD-CDS-PPM-IL-A | 4 982   | 6,60 / 100,00   | 4,98 | 0 / 14      | Estável | 2 / 78     | 2       |
|                         | Chega                                                         | 3 915   | 5,19 / 100,00   | Novo | 0 / 14      | Novo    | 2 / 78     | Novo    |
|                         | Partido Social Democrata                                      | 2 119   | 2,81 / 100,00   | 3,45 | 0 / 14      | Estável | 3 / 78     | 1       |
|                         | Bloco de Esquerda                                             | 1 722   | 2,28 / 100,00   | 0,36 | 0 / 14      | Estável | 0 / 78     | Estável |
|                         | Grupo de Cidadãos Eleitores                                   | 875     | 1,16 / 100,00   | 0,46 | 0 / 14      | Estável | 1 / 78     | Estável |
|                         | Iniciativa Liberal                                            | 533     | 0,71 / 100,00   | Novo | 0 / 14      | Novo    | 0 / 78     | Novo    |
|                         | NC-RIR                                                        | 382     | 0,51 / 100,00   | Novo | 0 / 14      | Novo    | 0 / 78     | Novo    |
|                         | CDS – Partido Popular                                         | 69      | 0,09 / 100,00   | 1,09 | 0 / 14      | Estável | 0 / 78     | Estável |
| Votos Inválidos         | Votos Inválidos                                               | 2 582   | 3,43 / 100,00   | 0,53 |             |         |            |         |
| Total                   | Total                                                         | 75 443  | 100,00 / 100,00 |      | 14 / 14     |         | 78 / 78    |         |
| Eleitorado/Participação | Eleitorado/Participação                                       | 121 920 | 61,88 / 100,00  | 0,18 |             |         |            |         |

### Distrito de Braga
| Partido                 | Partido                          | Votos   | %               | +/-  | Presidentes | +/-     | Vereadores | +/-     |
| ----------------------- | -------------------------------- | ------- | --------------- | ---- | ----------- | ------- | ---------- | ------- |
|                         | Partido Socialista               | 184 591 | 37,66 / 100,00  | 3,07 | 5 / 14      | 1       | 49 / 112   | 11      |
|                         | PSD-CDS/PSD-CDS-PPM-A            | 156 819 | 31,99 / 100,00  | 4,63 | 4 / 14      | Estável | 30 / 112   | 8       |
|                         | Partido Social Democrata         | 54 783  | 11,18 / 100,00  | 2,91 | 5 / 14      | Estável | 28 / 112   | 8       |
|                         | Chega                            | 19 262  | 3,93 / 100,00   | Novo | 0 / 14      | Novo    | 1 / 112    | Novo    |
|                         | Coligação Democrática Unitária   | 17 895  | 3,65 / 100,00   | 0,51 | 0 / 14      | Estável | 1 / 112    | Estável |
|                         | Bloco de Esquerda                | 10 368  | 2,12 / 100,00   | 0,05 | 0 / 14      | Estável | 0 / 112    | Estável |
|                         | Grupo de Cidadãos Eleitores      | 7 794   | 1,59 / 100,00   | 8,05 | 0 / 14      | 1       | 3 / 112    | 14      |
|                         | Iniciativa Liberal               | 6 157   | 1,26 / 100,00   | Novo | 0 / 14      | Novo    | 0 / 112    | Novo    |
|                         | Pessoas–Animais–Natureza         | 4 961   | 1,01 / 100,00   | -    | 0 / 14      | -       | 0 / 112    | -       |
|                         | CDS – Partido Popular            | 4 475   | 0,91 / 100,00   | 0,35 | 0 / 14      | Estável | 0 / 112    | Estável |
|                         | Nós, Cidadãos!                   | 1 505   | 0,31 / 100,00   | 0,09 | 0 / 14      | Estável | 0 / 112    | Estável |
|                         | Livre                            | 576     | 0,12 / 100,00   | -    | 0 / 14      | -       | 0 / 112    | -       |
|                         | Movimento Alternativa Socialista | 511     | 0,10 / 100,00   |      | 0 / 14      | Estável | 0 / 112    | Estável |
| Votos Inválidos         | Votos Inválidos                  | 20 417  | 4,16 / 100,00   | 0,58 |             |         |            |         |
| Total                   | Total                            | 490 114 | 100,00 / 100,00 |      | 14 / 14     |         | 112 / 112  | 2       |
| Eleitorado/Participação | Eleitorado/Participação          | 775 778 | 63,18 / 100,00  | 1,18 |             |         |            |         |

### Distrito de Bragança
| Partido                 | Partido                        | Votos   | %               | +/-  | Presidentes | +/-     | Vereadores | +/-     |
| ----------------------- | ------------------------------ | ------- | --------------- | ---- | ----------- | ------- | ---------- | ------- |
|                         | Partido Socialista             | 35 026  | 41,07 / 100,00  | 1,00 | 5 / 12      | 2       | 28 / 66    | 5       |
|                         | Partido Social Democrata       | 23 464  | 27,52 / 100,00  | 2,54 | 4 / 12      | Estável | 21 / 66    | 4       |
|                         | PSD-CDS                        | 17 157  | 20,12 / 100,00  | 3,11 | 3 / 12      | 2       | 16 / 66    | 2       |
|                         | Grupo de Cidadãos Eleitores    | 1 706   | 2,00 / 100,00   | 0,13 | 0 / 12      | Estável | 1 / 66     | 1       |
|                         | Chega                          | 1 652   | 1,94 / 100,00   | Novo | 0 / 12      | Novo    | 0 / 66     | Novo    |
|                         | CDS – Partido Popular          | 1 422   | 1,67 / 100,00   | 0,11 | 0 / 12      | Estável | 0 / 66     | Estável |
|                         | Coligação Democrática Unitária | 1 145   | 1,34 / 100,00   | 0,25 | 0 / 12      | Estável | 0 / 66     | Estável |
|                         | Bloco de Esquerda              | 317     | 0,37 / 100,00   | 0,75 | 0 / 12      | Estável | 0 / 66     | Estável |
|                         | NC-A                           | 98      | 0,11 / 100,00   | Novo | 0 / 12      | Novo    | 0 / 66     | Novo    |
| Votos Inválidos         | Votos Inválidos                | 3 287   | 3,86 / 100,00   | 0,52 |             |         |            |         |
| Total                   | Total                          | 85 274  | 100,00 / 100,00 |      | 12 / 12     |         | 66 / 66    | 4       |
| Eleitorado/Participação | Eleitorado/Participação        | 138 438 | 61,60 / 100,00  | 0,46 |             |         |            |         |

### Distrito de Castelo Branco
| Partido                 | Partido                        | Votos   | %               | +/-   | Presidentes | +/-     | Vereadores | +/-     |
| ----------------------- | ------------------------------ | ------- | --------------- | ----- | ----------- | ------- | ---------- | ------- |
|                         | Partido Socialista             | 40 922  | 40,84 / 100,00  | 6,47  | 8 / 11      | 1       | 30 / 63    | 4       |
|                         | Partido Social Democrata       | 16 711  | 16,68 / 100,00  | 6,64  | 3 / 11      | 1       | 17 / 63    | 3       |
|                         | Grupo de Cidadãos Eleitores    | 12 842  | 12,82 / 100,00  | 6,97  | 0 / 11      | Estável | 9 / 63     | 7       |
|                         | PSD-CDS/PSD-CDS-PPM/PSD-CDS-IL | 12 510  | 12,47 / 100,00  | 11,00 | 0 / 11      | Estável | 6 / 63     | 4       |
|                         | Coligação Democrática Unitária | 5 098   | 5,09 / 100,00   | 0,24  | 0 / 11      | Estável | 1 / 63     | 1       |
|                         | Chega                          | 3 341   | 3,33 / 100,00   | Novo  | 0 / 11      | Novo    | 0 / 63     | Novo    |
|                         | MPT-PPM-A                      | 1 647   | 1,64 / 100,00   | Novo  | 0 / 11      | Novo    | 0 / 63     | Novo    |
|                         | Partido da Terra               | 1 606   | 1,60 / 100,00   | -     | 0 / 11      | -       | 0 / 63     | -       |
|                         | Bloco de Esquerda              | 560     | 0,56 / 100,00   | 1,15  | 0 / 11      | Estável | 0 / 63     | Estável |
|                         | CDS – Partido Popular          | 46      | 0,05 / 100,00   | 5,79  | 0 / 11      | Estável | 0 / 63     | 1       |
| Votos Inválidos         | Votos Inválidos                | 4 927   | 4,91 / 100,00   | 0,34  |             |         |            |         |
| Total                   | Total                          | 100 210 | 100,00 / 100,00 |       | 11 / 11     |         | 63 / 63    |         |
| Eleitorado/Participação | Eleitorado/Participação        | 166 776 | 60,09 / 100,00  | 0,44  |             |         |            |         |

### Distrito de Coimbra
| Partido                 | Partido                           | Votos   | %               | +/-  | Presidentes | +/-     | Vereadores | +/-     |
| ----------------------- | --------------------------------- | ------- | --------------- | ---- | ----------- | ------- | ---------- | ------- |
|                         | Partido Socialista                | 83 735  | 39,13 / 100,00  | 5,55 | 9 / 17      | 3       | 53 / 117   | 10      |
|                         | PSD-CDS/PSD-CDS-PPM-Volt-RIR-A-NC | 43 379  | 20,28 / 100,00  | 7,28 | 1 / 17      | 1       | 18 / 117   | 7       |
|                         | Partido Social Democrata          | 36 063  | 16,85 / 100,00  | 3,10 | 6 / 17      | 1       | 36 / 117   | 1       |
|                         | Grupo de Cidadãos Eleitores       | 17 545  | 8,20 / 100,00   | 0,37 | 1 / 17      | 1       | 6 / 117    | 2       |
|                         | Coligação Democrática Unitária    | 10 751  | 5,02 / 100,00   | 1,17 | 0 / 17      | Estável | 1 / 117    | 1       |
|                         | Chega                             | 4 907   | 2,29 / 100,00   | Novo | 0 / 17      | Novo    | 0 / 117    | Novo    |
|                         | PSD-PPM                           | 2 678   | 1,25 / 100,00   | -    | 0 / 17      | -       | 3 / 117    | -       |
|                         | Bloco de Esquerda                 | 2 429   | 1,14 / 100,00   | 0,10 | 0 / 17      | Estável | 0 / 117    | Estável |
|                         | Iniciativa Liberal                | 1 111   | 0,52 / 100,00   | Novo | 0 / 17      | Novo    | 0 / 117    | Novo    |
|                         | CDS – Partido Popular             | 991     | 0,46 / 100,00   | 0,13 | 0 / 17      | Estável | 0 / 117    | Estável |
|                         | Pessoas–Animais–Natureza          | 968     | 0,45 / 100,00   | 0,06 | 0 / 17      | Estável | 0 / 117    | Estável |
|                         | PDR-MPT                           | 144     | 0,07 / 100,00   | Novo | 0 / 17      | Novo    | 0 / 117    | Novo    |
| Votos Inválidos         | Votos Inválidos                   | 9 273   | 4,34 / 100,00   | 0,70 |             |         |            |         |
| Total                   | Total                             | 213 974 | 100,00 / 100,00 |      | 17 / 17     |         | 117 / 117  |         |
| Eleitorado/Participação | Eleitorado/Participação           | 376 084 | 56,90 / 100,00  | 0,77 |             |         |            |         |

### Distrito de Évora
| Partido                 | Partido                             | Votos   | %               | +/-   | Presidentes | +/-     | Vereadores | +/-     |
| ----------------------- | ----------------------------------- | ------- | --------------- | ----- | ----------- | ------- | ---------- | ------- |
|                         | Partido Socialista                  | 26 039  | 33,15 / 100,00  | 3,16  | 6 / 14      | Estável | 30 / 76    | 5       |
|                         | Coligação Democrática Unitária      | 19 110  | 24,33 / 100,00  | 7,83  | 3 / 14      | 2       | 18 / 76    | 8       |
|                         | PSD-CDS/PSD-CDS-PPM/PSD-CDS-PPM-MPT | 14 616  | 18,61 / 100,00  | 16,39 | 3 / 14      | 3       | 16 / 76    | 15      |
|                         | Grupo de Cidadãos Eleitores         | 5 241   | 6,67 / 100,00   | 3,75  | 1 / 14      | 2       | 7 / 76     | 4       |
|                         | Partido Social Democrata            | 3 150   | 4,01 / 100,00   | 5,31  | 1 / 14      | 1       | 3 / 76     | 2       |
|                         | NC-RIR                              | 2 972   | 3,78 / 100,00   | Novo  | 0 / 14      | Novo    | 1 / 76     | Novo    |
|                         | Chega                               | 2 777   | 3,54 / 100,00   | Novo  | 0 / 14      | Novo    | 0 / 76     | Novo    |
|                         | Nós, Cidadãos!                      | 924     | 1,18 / 100,00   | -     | 0 / 14      | -       | 1 / 76     | -       |
|                         | Bloco de Esquerda                   | 888     | 1,13 / 100,00   | 0,63  | 0 / 14      | Estável | 0 / 76     | Estável |
|                         | MPT-A-RIR                           | 138     | 0,18 / 100,00   | Novo  | 0 / 14      | Novo    | 0 / 76     | Novo    |
|                         | CDS – Partido Popular               | 33      | 0,04 / 100,00   | 1,21  | 0 / 14      | Estável | 0 / 76     | Estável |
| Votos Inválidos         | Votos Inválidos                     | 2 662   | 3,39 / 100,00   | 0,77  |             |         |            |         |
| Total                   | Total                               | 78 550  | 100,00 / 100,00 |       | 14 / 14     |         | 76 / 76    | 2       |
| Eleitorado/Participação | Eleitorado/Participação             | 135 197 | 58,10 / 100,00  | 0,63  |             |         |            |         |

### Distrito de Faro
| Partido                 | Partido                            | Votos   | %               | +/-  | Presidentes | +/-     | Vereadores | +/-     |
| ----------------------- | ---------------------------------- | ------- | --------------- | ---- | ----------- | ------- | ---------- | ------- |
|                         | Partido Socialista                 | 72 554  | 40,74 / 100,00  | 5,58 | 12 / 16     | 2       | 55 / 106   | 5       |
|                         | PSD-CDS-PPM-MPT/PSD-CDS-PPM-MPT-IL | 23 371  | 13,12 / 100,00  | 5,31 | 2 / 16      | Estável | 12 / 106   | 6       |
|                         | Partido Social Democrata           | 19 021  | 10,68 / 100,00  | 0,27 | 1 / 16      | 2       | 18 / 106   | 1       |
|                         | Coligação Democrática Unitária     | 15 102  | 8,48 / 100,00   | 2,14 | 1 / 16      | Estável | 6 / 106    | Estável |
|                         | Chega                              | 11 360  | 6,38 / 100,00   | Novo | 0 / 16      | Novo    | 2 / 106    | Novo    |
|                         | Grupo de Cidadãos Eleitores        | 8 698   | 4,88 / 100,00   | 2,96 | 0 / 16      | Estável | 7 / 106    | 5       |
|                         | PSD-PPM-MPT/PSD-PPM-MPT-A          | 7 123   | 4,00 / 100,00   | -    | 0 / 16      | -       | 4 / 106    | -       |
|                         | Bloco de Esquerda                  | 5 522   | 3,10 / 100,00   | 1,59 | 0 / 16      | Estável | 0 / 106    | 1       |
|                         | Pessoas–Animais–Natureza           | 3 277   | 1,84 / 100,00   | 1,00 | 0 / 16      | Estável | 0 / 106    | Estável |
|                         | CDS-PPM-A/CDS-NC-A                 | 3 084   | 1,73 / 100,00   | 1,20 | 0 / 16      | Estável | 1 / 106    | 1       |
|                         | CDS – Partido Popular              | 1 007   | 0,57 / 100,00   | 0,42 | 0 / 16      | Estável | 1 / 106    | 1       |
|                         | NC-A                               | 783     | 0,44 / 100,00   | Novo | 0 / 16      | Novo    | 0 / 106    | Novo    |
|                         | Iniciativa Liberal                 | 369     | 0,21 / 100,00   | Novo | 0 / 16      | Novo    | 0 / 106    | Novo    |
| Votos Inválidos         | Votos Inválidos                    | 6 833   | 3,84 / 100,00   | 0,84 |             |         |            |         |
| Total                   | Total                              | 178 104 | 100,00 / 100,00 |      | 16 / 16     |         | 106 / 106  | 2       |
| Eleitorado/Participação | Eleitorado/Participação            | 388 014 | 45,90 / 100,00  | 1,54 |             |         |            |         |

### Distrito da Guarda
| Partido                 | Partido                        | Votos   | %               | +/-  | Presidentes | +/-     | Vereadores | +/-     |
| ----------------------- | ------------------------------ | ------- | --------------- | ---- | ----------- | ------- | ---------- | ------- |
|                         | Partido Social Democrata       | 33 032  | 35,63 / 100,00  | 9,68 | 7 / 14      | Estável | 32 / 78    | 6       |
|                         | Partido Socialista             | 31 747  | 34,24 / 100,00  | 1,00 | 3 / 14      | 3       | 30 / 78    | 2       |
|                         | Grupo de Cidadãos Eleitores    | 13 794  | 14,88 / 100,00  | 8,78 | 3 / 14      | 2       | 9 / 78     | 3       |
|                         | PSD-CDS                        | 4 716   | 5,09 / 100,00   | -    | 1 / 14      | -       | 7 / 78     | -       |
|                         | Chega                          | 1 862   | 2,01 / 100,00   | Novo | 0 / 14      | Novo    | 0 / 78     | Novo    |
|                         | Coligação Democrática Unitária | 1 675   | 1,81 / 100,00   | 0,59 | 0 / 14      | Estável | 0 / 78     | Estável |
|                         | CDS – Partido Popular          | 1 038   | 1,12 / 100,00   | 1,47 | 0 / 14      | Estável | 0 / 78     | 2       |
|                         | Bloco de Esquerda              | 378     | 0,41 / 100,00   | 0,32 | 0 / 14      | Estável | 0 / 78     | Estável |
|                         | Nós, Cidadãos!                 | 342     | 0,37 / 100,00   | -    | 0 / 14      | -       | 0 / 78     | -       |
|                         | Livre                          | 9       | 0,01 / 100,00   | 0,16 | 0 / 14      | Estável | 0 / 78     | Estável |
| Votos Inválidos         | Votos Inválidos                | 4 125   | 4,45 / 100,00   | 0,62 |             |         |            |         |
| Total                   | Total                          | 92 718  | 100,00 / 100,00 |      | 14 / 14     |         | 78 / 78    |         |
| Eleitorado/Participação | Eleitorado/Participação        | 146 746 | 63,18 / 100,00  | 1,23 |             |         |            |         |

### Distrito de Leiria
| Partido                 | Partido                        | Votos   | %               | +/-  | Presidentes | +/-     | Vereadores | +/-     |
| ----------------------- | ------------------------------ | ------- | --------------- | ---- | ----------- | ------- | ---------- | ------- |
|                         | Partido Social Democrata       | 75 615  | 34,16 / 100,00  | 7,79 | 6 / 16      | 2       | 44 / 108   | 3       |
|                         | Partido Socialista             | 74 173  | 33,50 / 100,00  | 1,36 | 6 / 16      | 1       | 44 / 108   | 2       |
|                         | Grupo de Cidadãos Eleitores    | 24 683  | 11,15 / 100,00  | 2,47 | 4 / 16      | 3       | 14 / 108   | 3       |
|                         | Coligação Democrática Unitária | 10 085  | 4,56 / 100,00   | 1,23 | 0 / 16      | Estável | 4 / 108    | 1       |
|                         | Chega                          | 9 130   | 4,12 / 100,00   | Novo | 0 / 16      | Novo    | 0 / 108    | Novo    |
|                         | Bloco de Esquerda              | 3 887   | 1,76 / 100,00   | 0,70 | 0 / 16      | Estável | 0 / 108    | Estável |
|                         | Iniciativa Liberal             | 3 399   | 1,54 / 100,00   | Novo | 0 / 16      | Novo    | 0 / 108    | Novo    |
|                         | CDS-MPT/CDS-MPT-PPM-NC         | 3 182   | 1,43 / 100,00   | 1,25 | 0 / 16      | Estável | 0 / 108    | Estável |
|                         | CDS – Partido Popular          | 2 849   | 1,29 / 100,00   | 4,31 | 0 / 16      | Estável | 0 / 108    | 2       |
|                         | Nós, Cidadãos!                 | 1 224   | 0,55 / 100,00   | -    | 0 / 16      | -       | 0 / 108    | -       |
|                         | Pessoas–Animais–Natureza       | 1 103   | 0,50 / 100,00   | 0,10 | 0 / 16      | Estável | 0 / 108    | Estável |
|                         | PSD-CDS                        | 698     | 0,32 / 100,00   | 1,25 | 0 / 16      | Estável | 2 / 108    | 2       |
|                         | Livre                          | 562     | 0,25 / 100,00   | -    | 0 / 16      | -       | 0 / 108    | -       |
|                         | PDR-MPT                        | 75      | 0,03 / 100,00   | Novo | 0 / 16      | Novo    | 0 / 108    | Novo    |
| Votos Inválidos         | Votos Inválidos                | 10 718  | 4,85 / 100,00   | 0,99 |             |         |            |         |
| Total                   | Total                          | 221 383 | 100,00 / 100,00 |      | 16 / 16     |         | 108 / 108  | 2       |
| Eleitorado/Participação | Eleitorado/Participação        | 413 917 | 53,48 / 100,00  | 0,55 |             |         |            |         |

### Distrito de Lisboa
| Partido                 | Partido                                                                                             | Votos     | %               | +/-   | Presidentes | +/-     | Vereadores | +/-     |
| ----------------------- | --------------------------------------------------------------------------------------------------- | --------- | --------------- | ----- | ----------- | ------- | ---------- | ------- |
|                         | PSD-CDS/PSD-CDS-PPM/PSD-CDS-PPM-MPT/ PSD-CDS-PPM-MPT-A/PSD-CDS-MPT-A-PDR/ PSD-CDS-MPT-A-PDR-PPM-RIR | 211 280   | 23,17 / 100,00  | 9,40  | 2 / 16      | 1       | 36 / 152   | 13      |
|                         | Partido Socialista                                                                                  | 199 449   | 21,87 / 100,00  | 15,80 | 10 / 16     | Estável | 56 / 152   | 14      |
|                         | Coligação Democrática Unitária                                                                      | 102 967   | 11,29 / 100,00  | 1,85  | 1 / 16      | 1       | 17 / 152   | 4       |
|                         | PS-L/PS-PAN-L                                                                                       | 98 076    | 10,75 / 100,00  | -     | 0 / 16      | -       | 10 / 152   | -       |
|                         | Chega                                                                                               | 58 284    | 6,39 / 100,00   | Novo  | 0 / 16      | Novo    | 6 / 152    | Novo    |
|                         | Grupo de Cidadãos Eleitores                                                                         | 49 093    | 5,38 / 100,00   | 0,07  | 1 / 16      | Estável | 10 / 152   | 2       |
|                         | Bloco de Esquerda                                                                                   | 40 955    | 4,49 / 100,00   | 1,05  | 0 / 16      | Estável | 1 / 152    | 2       |
|                         | Partido Social Democrata                                                                            | 37 892    | 4,16 / 100,00   | 1,91  | 2 / 16      | Estável | 14 / 152   | 4       |
|                         | Iniciativa Liberal                                                                                  | 27 357    | 3,00 / 100,00   | Novo  | 0 / 16      | Novo    | 0 / 152    | Novo    |
|                         | Pessoas–Animais–Natureza                                                                            | 21 698    | 2,38 / 100,00   | 0,56  | 0 / 16      | Estável | 0 / 152    | Estável |
|                         | PSD-MPT                                                                                             | 6 032     | 0,66 / 100,00   | 1,57  | 0 / 16      | Estável | 1 / 152    | Estável |
|                         | BE-L-VP                                                                                             | 5 539     | 0,61 / 100,00   | Novo  | 0 / 16      | Novo    | 1 / 152    | Novo    |
|                         | Nós, Cidadãos!                                                                                      | 4 369     | 0,48 / 100,00   | 0,03  | 0 / 16      | Estável | 0 / 152    | Estável |
|                         | CDS – Partido Popular                                                                               | 3 087     | 0,34 / 100,00   | 0,01  | 0 / 16      | Estável | 0 / 152    | Estável |
|                         | Aliança                                                                                             | 1 977     | 0,22 / 100,00   | Novo  | 0 / 16      | Novo    | 0 / 152    | Novo    |
|                         | NC-PPM                                                                                              | 1 465     | 0,16 / 100,00   | Novo  | 0 / 16      | Novo    | 0 / 152    | Novo    |
|                         | Partido Comunista dos Trabalhadores Portugueses                                                     | 1 249     | 0,14 / 100,00   | 0,62  | 0 / 16      | Estável | 0 / 152    | Estável |
|                         | CDS-NC-MPT-A-PPM                                                                                    | 1 162     | 0,13 / 100,00   | 5,62  | 0 / 16      | Estável | 0 / 152    | 4       |
|                         | Volt Portugal                                                                                       | 1 012     | 0,11 / 100,00   | Novo  | 0 / 16      | Novo    | 0 / 152    | Novo    |
|                         | PDR-A                                                                                               | 423       | 0,05 / 100,00   | Novo  | 0 / 16      | Novo    | 0 / 152    | Novo    |
|                         | PPM-RIR                                                                                             | 377       | 0,04 / 100,00   | Novo  | 0 / 16      | Novo    | 0 / 152    | Novo    |
|                         | Ergue-te                                                                                            | 336       | 0,04 / 100,00   | 0,26  | 0 / 16      | Estável | 0 / 152    | Estável |
|                         | Partido Democrático Republicano                                                                     | 319       | 0,03 / 100,00   | 0,01  | 0 / 16      | Estável | 0 / 152    | Estável |
|                         | Movimento Alternativa Socialista                                                                    | 227       | 0,02 / 100,00   | -     | 0 / 16      | -       | 0 / 152    | -       |
| Votos Inválidos         | Votos Inválidos                                                                                     | 37 142    | 4,08 / 100,00   | 0,83  |             |         |            |         |
| Total                   | Total                                                                                               | 911 767   | 100,00 / 100,00 |       | 16 / 16     |         | 152 / 152  |         |
| Eleitorado/Participação | Eleitorado/Participação                                                                             | 1 928 996 | 47,27 / 100,00  | 1,40  |             |         |            |         |

### Distrito de Portalegre
| Partido                 | Partido                        | Votos  | %               | +/-   | Presidentes | +/-     | Vereadores | +/-     |
| ----------------------- | ------------------------------ | ------ | --------------- | ----- | ----------- | ------- | ---------- | ------- |
|                         | Partido Socialista             | 23 827 | 39,78 / 100,00  | 5,96  | 6 / 15      | 2       | 37 / 81    | 4       |
|                         | PSD-CDS                        | 8 715  | 14,55 / 100,00  | 10,84 | 3 / 15      | 3       | 10 / 81    | 7       |
|                         | Coligação Democrática Unitária | 8 322  | 13,90 / 100,00  | 3,63  | 2 / 15      | Estável | 13 / 81    | 1       |
|                         | Grupo de Cidadãos Eleitores    | 7 512  | 12,54 / 100,00  | 0,67  | 1 / 15      | Estável | 6 / 81     | Estável |
|                         | Partido Social Democrata       | 5 580  | 9,32 / 100,00   | 4,03  | 3 / 15      | Estável | 14 / 81    | 2       |
|                         | Chega                          | 3 018  | 5,04 / 100,00   | Novo  | 0 / 15      | Novo    | 0 / 81     | Novo    |
|                         | Bloco de Esquerda              | 447    | 0,75 / 100,00   | 0,26  | 0 / 15      | Estável | 0 / 81     | Estável |
|                         | Nós, Cidadãos!                 | 440    | 0,73 / 100,00   | -     | 0 / 15      | -       | 1 / 81     | -       |
|                         | CDS – Partido Popular          | 24     | 0,04 / 100,00   | 2,30  | 0 / 15      | Estável | 0 / 81     | Estável |
| Votos Inválidos         | Votos Inválidos                | 2 006  | 3,35 / 100,00   | 0,31  |             |         |            |         |
| Total                   | Total                          | 59 891 | 100,00 / 100,00 |       | 15 / 15     |         | 81 / 81    |         |
| Eleitorado/Participação | Eleitorado/Participação        | 94 729 | 63,22 / 100,00  | 2,23  |             |         |            |         |

### Distrito do Porto
| Partido                 | Partido                        | Votos     | %               | +/-  | Presidentes | +/-     | Vereadores | +/-     |
| ----------------------- | ------------------------------ | --------- | --------------- | ---- | ----------- | ------- | ---------- | ------- |
|                         | Partido Socialista             | 350 623   | 40,86 / 100,00  | 1,02 | 11 / 18     | 1       | 83 / 164   | 10      |
|                         | PSD-CDS/PSD-CDS-PPM            | 181 708   | 21,17 / 100,00  | 3,44 | 4 / 18      | Estável | 42 / 164   | 5       |
|                         | Grupo de Cidadãos Eleitores    | 61 735    | 7,19 / 100,00   | 5,71 | 1 / 18      | 1       | 10 / 164   | 8       |
|                         | Partido Social Democrata       | 49 233    | 5,74 / 100,00   | 1,16 | 1 / 18      | Estável | 13 / 164   | 3       |
|                         | Coligação Democrática Unitária | 39 939    | 4,65 / 100,00   | 0,31 | 0 / 18      | Estável | 3 / 164    | 1       |
|                         | PS-L/PS-RIR                    | 35 580    | 4,14 / 100,00   | 0,18 | 1 / 18      | Estável | 10 / 164   | Estável |
|                         | Bloco de Esquerda              | 31 940    | 3,72 / 100,00   | 0,49 | 0 / 18      | Estável | 1 / 164    | 1       |
|                         | Chega                          | 27 616    | 3,22 / 100,00   | Novo | 0 / 18      | Novo    | 0 / 164    | Novo    |
|                         | Pessoas–Animais–Natureza       | 15 724    | 1,83 / 100,00   | 0,50 | 0 / 18      | Estável | 0 / 164    | Estável |
|                         | Iniciativa Liberal             | 13 426    | 1,56 / 100,00   | Novo | 0 / 18      | Novo    | 0 / 164    | Novo    |
|                         | PSD-PPM                        | 7 057     | 0,82 / 100,00   | 1,96 | 0 / 18      | Estável | 2 / 164    | 3       |
|                         | CDS – Partido Popular          | 2 556     | 0,30 / 100,00   | 0,77 | 0 / 18      | Estável | 0 / 164    | 1       |
|                         | NC-A/NC-PPM                    | 1 884     | 0,22 / 100,00   | Novo | 0 / 18      | Novo    | 0 / 164    | Novo    |
|                         | Nós, Cidadãos!                 | 1 100     | 0,13 / 100,00   | -    | 0 / 18      | -       | 0 / 164    | -       |
|                         | Livre                          | 1 044     | 0,12 / 100,00   | -    | 0 / 18      | -       | 0 / 164    | -       |
|                         | PDR-MPT                        | 606       | 0,07 / 100,00   | Novo | 0 / 18      | Novo    | 0 / 164    | Novo    |
|                         | Volt Portugal                  | 423       | 0,05 / 100,00   | Novo | 0 / 18      | Novo    | 0 / 164    | Novo    |
|                         | Partido Popular Monárquico     | 340       | 0,04 / 100,00   | -    | 0 / 18      | -       | 0 / 164    | -       |
|                         | RIR                            | 179       | 0,02 / 100,00   | Novo | 0 / 18      | Novo    | 0 / 164    | Novo    |
|                         | Ergue-te                       | 80        | 0,01 / 100,00   | 0,01 | 0 / 18      | Estável | 0 / 164    | Estável |
| Votos Inválidos         | Votos Inválidos                | 35 367    | 4,12 / 100,00   | 0,08 |             |         |            |         |
| Total                   | Total                          | 858 160   | 100,00 / 100,00 |      | 18 / 18     |         | 164 / 164  |         |
| Eleitorado/Participação | Eleitorado/Participação        | 1 591 716 | 53,91 / 100,00  | 4,30 |             |         |            |         |

### Distrito de Santarém
| Partido                 | Partido                        | Votos   | %               | +/-  | Presidentes | +/-     | Vereadores | +/-     |
| ----------------------- | ------------------------------ | ------- | --------------- | ---- | ----------- | ------- | ---------- | ------- |
|                         | Partido Socialista             | 78 206  | 38,73 / 100,00  | 5,14 | 12 / 21     | 1       | 68 / 133   | 6       |
|                         | Partido Social Democrata       | 34 829  | 17,25 / 100,00  | 0,14 | 4 / 21      | Estável | 26 / 133   | 2       |
|                         | PSD-CDS/PSD-CDS-MPT            | 29 680  | 14,70 / 100,00  | 4,58 | 3 / 21      | 1       | 19 / 133   | 6       |
|                         | Coligação Democrática Unitária | 18 599  | 9,21 / 100,00   | 2,49 | 1 / 21      | 1       | 10 / 133   | 4       |
|                         | Chega                          | 13 239  | 6,56 / 100,00   | Novo | 0 / 21      | Novo    | 4 / 133    | Novo    |
|                         | Grupo de Cidadãos Eleitores    | 7 846   | 3,89 / 100,00   | 2,41 | 1 / 21      | 1       | 5 / 133    | 4       |
|                         | Bloco de Esquerda              | 6 530   | 3,23 / 100,00   | 1,87 | 0 / 21      | Estável | 1 / 133    | 4       |
|                         | CDS – Partido Popular          | 1 600   | 0,79 / 100,00   | 1,68 | 0 / 21      | Estável | 0 / 133    | Estável |
|                         | Iniciativa Liberal             | 795     | 0,39 / 100,00   | Novo | 0 / 21      | Novo    | 0 / 133    | Novo    |
|                         | CDS-PPM-MPT                    | 572     | 0,28 / 100,00   | 0,02 | 0 / 21      | Estável | 0 / 133    | Estável |
|                         | PSD-MPT                        | 348     | 0,17 / 100,00   | 1,58 | 0 / 21      | Estável | 0 / 133    | 2       |
|                         | Pessoas–Animais–Natureza       | 306     | 0,15 / 100,00   | -    | 0 / 21      | -       | 0 / 133    | -       |
|                         | Volt Portugal                  | 220     | 0,11 / 100,00   | Novo | 0 / 21      | Novo    | 0 / 133    | Novo    |
|                         | Nós, Cidadãos!                 | 148     | 0,07 / 100,00   | -    | 0 / 21      | -       | 0 / 133    | -       |
| Votos Inválidos         | Votos Inválidos                | 8 990   | 4,45 / 100,00   | 1,13 |             |         |            |         |
| Total                   | Total                          | 201 908 | 100,00 / 100,00 |      | 21 / 21     |         | 133 / 133  |         |
| Eleitorado/Participação | Eleitorado/Participação        | 378 412 | 53,36 / 100,00  | 1,59 |             |         |            |         |

### Distrito de Setúbal
| Partido                 | Partido                                                    | Votos   | %               | +/-  | Presidentes | +/-     | Vereadores | +/-     |
| ----------------------- | ---------------------------------------------------------- | ------- | --------------- | ---- | ----------- | ------- | ---------- | ------- |
|                         | Partido Socialista                                         | 122 837 | 36,10 / 100,00  | 4,54 | 6 / 13      | 1       | 50 / 109   | 8       |
|                         | Coligação Democrática Unitária                             | 108 309 | 31,83 / 100,00  | 5,24 | 7 / 13      | 1       | 44 / 109   | 5       |
|                         | Chega                                                      | 21 943  | 6,45 / 100,00   | Novo | 0 / 13      | Novo    | 3 / 109    | Novo    |
|                         | Partido Social Democrata                                   | 19 809  | 5,82 / 100,00   | 1,93 | 0 / 13      | Estável | 4 / 109    | 1       |
|                         | PSD-CDS/PSD-CDS-A/PSD-CDS-A-PPM-MPT/ PSD-CDS-A-PPM-MPT-PDR | 17 525  | 5,16 / 100,00   | 0,73 | 0 / 13      | Estável | 4 / 109    | 3       |
|                         | Bloco de Esquerda                                          | 15 817  | 4,65 / 100,00   | 2,23 | 0 / 13      | Estável | 1 / 109    | 2       |
|                         | Pessoas–Animais–Natureza                                   | 6 230   | 1,83 / 100,00   | 0,76 | 0 / 13      | Estável | 0 / 109    | Estável |
|                         | Grupo de Cidadãos Eleitores                                | 5 992   | 1,76 / 100,00   | 0,07 | 0 / 13      | Estável | 3 / 109    | Estável |
|                         | Iniciativa Liberal                                         | 4 441   | 1,30 / 100,00   | Novo | 0 / 13      | Novo    | 0 / 109    | Novo    |
|                         | CDS-MPT/CDS-A-PDR/CDS-A-PDR-MPT                            | 2 086   | 0,62 / 100,00   | 0,57 | 0 / 13      | Estável | 0 / 109    | Estável |
|                         | CDS – Partido Popular                                      | 1 826   | 0,54 / 100,00   | 1,07 | 0 / 13      | Estável | 0 / 109    | Estável |
|                         | Nós, Cidadãos!                                             | 358     | 0,11 / 100,00   | -    | 0 / 13      | -       | 0 / 109    | -       |
|                         | NC-PPM                                                     | 328     | 0,10 / 100,00   | Novo | 0 / 13      | Novo    | 0 / 109    | Novo    |
|                         | Partido Popular Monárquico                                 | 242     | 0,07 / 100,00   | -    | 0 / 13      | -       | 0 / 109    | -       |
|                         | PDR-RIR                                                    | 237     | 0,07 / 100,00   | Novo | 0 / 13      |         | 0 / 109    |         |
|                         | RIR                                                        | 207     | 0,06 / 100,00   | Novo | 0 / 13      | Novo    | 0 / 109    | Novo    |
|                         | Livre                                                      | 166     | 0,05 / 100,00   | -    | 0 / 13      | -       | 0 / 109    | -       |
| Votos Inválidos         | Votos Inválidos                                            | 11 954  | 3,51 / 100,00   | 1,32 |             |         |            |         |
| Total                   | Total                                                      | 340 307 | 100,00 / 100,00 |      | 13 / 13     |         | 109 / 109  |         |
| Eleitorado/Participação | Eleitorado/Participação                                    | 745 804 | 45,63 / 100,00  | 0,11 |             |         |            |         |

### Distrito de Viana do Castelo
| Partido                 | Partido                        | Votos   | %               | +/-   | Presidentes | +/-     | Vereadores | +/-     |
| ----------------------- | ------------------------------ | ------- | --------------- | ----- | ----------- | ------- | ---------- | ------- |
|                         | Partido Socialista             | 49 198  | 34,67 / 100,00  | 2,64  | 6 / 10      | 2       | 30 / 68    | 1       |
|                         | Partido Social Democrata       | 26 398  | 18,60 / 100,00  | 10,64 | 3 / 10      | 1       | 20 / 68    | 4       |
|                         | PSD-CDS/PSD-CDS-PPM-A          | 16 621  | 11,71 / 100,00  | 10,58 | 0 / 10      | Estável | 7 / 68     | 5       |
|                         | Grupo de Cidadãos Eleitores    | 14 613  | 10,30 / 100,00  | 2,03  | 0 / 10      | 1       | 6 / 68     | 1       |
|                         | CDS – Partido Popular          | 12 567  | 8,86 / 100,00   | 2,48  | 1 / 10      | Estável | 4 / 68     | 1       |
|                         | Coligação Democrática Unitária | 6 951   | 4,90 / 100,00   | 0,48  | 0 / 10      | Estável | 1 / 68     | Estável |
|                         | Chega                          | 2 895   | 2,04 / 100,00   | Novo  | 0 / 10      | Novo    | 0 / 68     | Novo    |
|                         | Bloco de Esquerda              | 2 564   | 1,81 / 100,00   | 0,09  | 0 / 10      | Estável | 0 / 68     | Estável |
|                         | Aliança                        | 1 788   | 1,26 / 100,00   | Novo  | 0 / 10      | Novo    | 0 / 68     | Novo    |
|                         | Nós, Cidadãos!                 | 1 039   | 0,73 / 100,00   | -     | 0 / 10      | -       | 0 / 68     | -       |
|                         | Iniciativa Liberal             | 836     | 0,59 / 100,00   | Novo  | 0 / 10      | Novo    | 0 / 68     | Novo    |
|                         | Partido Popular Monárquico     | 129     | 0,09 / 100,00   | 0,01  | 0 / 10      | Estável | 0 / 68     | Estável |
| Votos Inválidos         | Votos Inválidos                | 6 319   | 4,46 / 100,00   | 0,06  |             |         |            |         |
| Total                   | Total                          | 141 918 | 100,00 / 100,00 |       | 10 / 10     |         | 68 / 68    |         |
| Eleitorado/Participação | Eleitorado/Participação        | 236 535 | 60,00 / 100,00  | 1,22  |             |         |            |         |

### Distrito de Vila Real
| Partido                 | Partido                        | Votos   | %               | +/-   | Presidentes | +/-     | Vereadores | +/-     |
| ----------------------- | ------------------------------ | ------- | --------------- | ----- | ----------- | ------- | ---------- | ------- |
|                         | Partido Socialista             | 54 969  | 43,68 / 100,00  | 5,39  | 7 / 14      | 1       | 36 / 84    | 10      |
|                         | PSD-CDS/PSD-CDS-A              | 29 052  | 23,08 / 100,00  | 18,57 | 1 / 14      | Estável | 17 / 84    | 11      |
|                         | Partido Social Democrata       | 26 563  | 21,11 / 100,00  | 14,13 | 6 / 14      | 1       | 26 / 84    | 7       |
|                         | Grupo de Cidadãos Eleitores    | 2 764   | 2,20 / 100,00   | -     | 0 / 14      | -       | 5 / 84     | -       |
|                         | Chega                          | 2 580   | 2,05 / 100,00   | Novo  | 0 / 14      | Novo    | 0 / 84     | Novo    |
|                         | Coligação Democrática Unitária | 2 510   | 1,99 / 100,00   | 0,57  | 0 / 14      | Estável | 0 / 84     | Estável |
|                         | CDS – Partido Popular          | 1 244   | 0,99 / 100,00   | 2,19  | 0 / 14      | Estável | 0 / 84     | 1       |
|                         | Bloco de Esquerda              | 1 000   | 0,79 / 100,00   | 0,69  | 0 / 14      | Estável | 0 / 84     | Estável |
| Votos Inválidos         | Votos Inválidos                | 5 167   | 4,10 / 100,00   | 0,14  |             |         |            |         |
| Total                   | Total                          | 125 849 | 100,00 / 100,00 |       | 14 / 14     |         | 84 / 84    | 2       |
| Eleitorado/Participação | Eleitorado/Participação        | 213 727 | 58,88 / 100,00  | 0,31  |             |         |            |         |

### Distrito de Viseu
| Partido                 | Partido                        | Votos   | %               | +/-   | Presidentes | +/-     | Vereadores | +/-     |
| ----------------------- | ------------------------------ | ------- | --------------- | ----- | ----------- | ------- | ---------- | ------- |
|                         | Partido Socialista             | 85 722  | 40,23 / 100,00  | 2,08  | 10 / 24     | 1       | 60 / 146   | 6       |
|                         | Partido Social Democrata       | 54 281  | 25,48 / 100,00  | 8,70  | 8 / 24      | 1       | 35 / 146   | 15      |
|                         | PSD-CDS/PSD-CDS-PPM            | 38 711  | 18,16 / 100,00  | 10,69 | 5 / 24      | 3       | 37 / 146   | 22      |
|                         | Grupo de Cidadãos Eleitores    | 8 590   | 4,03 / 100,00   | 0,77  | 1 / 24      | Estável | 10 / 146   | 4       |
|                         | Chega                          | 5 595   | 2,63 / 100,00   | Novo  | 0 / 24      | Novo    | 1 / 146    | Novo    |
|                         | Coligação Democrática Unitária | 4 289   | 2,01 / 100,00   | 0,73  | 0 / 24      | Estável | 0 / 146    | Estável |
|                         | Nós, Cidadãos!                 | 3 043   | 1,43 / 100,00   | 0,09  | 0 / 24      | 1       | 3 / 146    | Estável |
|                         | CDS – Partido Popular          | 1 259   | 0,59 / 100,00   | 3,38  | 0 / 24      | Estável | 0 / 146    | 3       |
|                         | Iniciativa Liberal             | 1 147   | 0,54 / 100,00   | Novo  | 0 / 24      | Novo    | 0 / 146    | Novo    |
|                         | Bloco de Esquerda              | 1 124   | 0,53 / 100,00   | 0,77  | 0 / 24      | Estável | 0 / 146    | Estável |
|                         | Pessoas–Animais–Natureza       | 657     | 0,31 / 100,00   | 0,18  | 0 / 24      | Estável | 0 / 146    | Estável |
| Votos Inválidos         | Votos Inválidos                | 8 652   | 4,06 / 100,00   | 0,66  |             |         |            |         |
| Total                   | Total                          | 213 070 | 100,00 / 100,00 |       | 24 / 24     |         | 146 / 146  |         |
| Eleitorado/Participação | Eleitorado/Participação        | 341 278 | 62,43 / 100,00  | 3,01  |             |         |            |         |

### Região Autónoma dos Açores
| Partido                 | Partido                        | Votos   | %               | +/-   | Presidentes | +/-     | Vereadores | +/-     |
| ----------------------- | ------------------------------ | ------- | --------------- | ----- | ----------- | ------- | ---------- | ------- |
|                         | Partido Socialista             | 53 537  | 43,14 / 100,00  | 1,84  | 8 / 19      | 4       | 54 / 111   | 6       |
|                         | Partido Social Democrata       | 34 182  | 27,54 / 100,00  | 11,31 | 5 / 19      | Estável | 26 / 111   | 11      |
|                         | PSD-CDS/PSD-CDS-PPM            | 21 387  | 17,23 / 100,00  | 14,35 | 4 / 19      | 4       | 24 / 111   | 21      |
|                         | Grupo de Cidadãos Eleitores    | 2 369   | 1,91 / 100,00   | 0,75  | 1 / 19      | Estável | 3 / 111    | 4       |
|                         | Bloco de Esquerda              | 2 169   | 1,75 / 100,00   | 0,26  | 0 / 19      | Estável | 0 / 111    | Estável |
|                         | CDS – Partido Popular          | 2 077   | 1,67 / 100,00   | 1,48  | 1 / 19      | Estável | 4 / 119    | 1       |
|                         | Chega                          | 1 522   | 1,23 / 100,00   | Novo  | 0 / 19      | Novo    | 0 / 111    | Novo    |
|                         | Coligação Democrática Unitária | 1 506   | 1,21 / 100,00   | 0,65  | 0 / 19      | Estável | 0 / 111    | 1       |
|                         | Iniciativa Liberal             | 782     | 0,63 / 100,00   | Novo  | 0 / 19      | Novo    | 0 / 111    | Novo    |
|                         | Pessoas–Animais–Natureza       | 586     | 0,47 / 100,00   | 0,09  | 0 / 19      | Estável | 0 / 111    | Estável |
| Votos Inválidos         | Votos Inválidos                | 3 997   | 3,22 / 100,00   | 0,11  |             |         |            |         |
| Total                   | Total                          | 124 114 | 100,00 / 100,00 |       | 19 / 19     |         | 111 / 111  |         |
| Eleitorado/Participação | Eleitorado/Participação        | 229 065 | 54,18 / 100,00  | 0,73  |             |         |            |         |

### Região Autónoma da Madeira
| Partido                 | Partido                        | Votos   | %               | +/-   | Presidentes | +/-     | Vereadores | +/-     |
| ----------------------- | ------------------------------ | ------- | --------------- | ----- | ----------- | ------- | ---------- | ------- |
|                         | PSD-CDS                        | 44 258  | 31,46 / 100,00  | -     | 3 / 11      | -       | 23 / 71    | -       |
|                         | PS-BE-PAN-MPT-PDR              | 22 694  | 16,13 / 100,00  | 0,90  | 0 / 11      | 1       | 5 / 71     | 1       |
|                         | Partido Socialista             | 18 830  | 13,39 / 100,00  | 1,32  | 3 / 11      | Estável | 14 / 71    | 1       |
|                         | Partido Social Democrata       | 16 162  | 11,49 / 100,00  | 22,13 | 2 / 11      | 1       | 13 / 71    | 13      |
|                         | Juntos pelo Povo               | 14 073  | 10,00 / 100,00  | 0,17  | 1 / 11      | Estável | 5 / 71     | 1       |
|                         | Grupo de Cidadãos Eleitores    | 5 244   | 3,73 / 100,00   | 1,78  | 1 / 11      | 1       | 7 / 71     | 3       |
|                         | CDS – Partido Popular          | 4 759   | 3,38 / 100,00   | 5,64  | 1 / 11      | Estável | 4 / 71     | 4       |
|                         | Chega                          | 3 509   | 2,49 / 100,00   | Novo  | 0 / 11      | Novo    | 0 / 71     | Novo    |
|                         | Coligação Democrática Unitária | 2 843   | 2,02 / 100,00   | 0,38  | 0 / 11      | Estável | 0 / 71     | Estável |
|                         | Iniciativa Liberal             | 1 618   | 1,15 / 100,00   | Novo  | 0 / 11      | Novo    | 0 / 71     | Novo    |
|                         | Partido Trabalhista Português  | 1 574   | 1,12 / 100,00   | 0,61  | 0 / 11      | Estável | 0 / 71     | Estável |
|                         | Partido Popular Monárquico     | 277     | 0,20 / 100,00   | -     | 0 / 11      | -       | 0 / 71     | -       |
|                         | Livre                          | 257     | 0,18 / 100,00   | -     | 0 / 11      | -       | 0 / 71     | -       |
|                         | RIR                            | 238     | 0,17 / 100,00   | Novo  | 0 / 11      | Novo    | 0 / 71     | Novo    |
|                         | PDR-MPT-A                      | 234     | 0,17 / 100,00   | Novo  | 0 / 11      | Novo    | 0 / 71     | Novo    |
| Votos Inválidos         | Votos Inválidos                | 4 091   | 2,90 / 100,00   | 0,76  |             |         |            |         |
| Total                   | Total                          | 140 661 | 100,00 / 100,00 |       | 11 / 11     |         | 71 / 71    |         |
| Eleitorado/Participação | Eleitorado/Participação        | 257 625 | 54,60 / 100,00  | 0,48  |             |         |            |         |

| Eleições autárquicas portuguesas de 2021 Distritos: Aveiro \| Beja \| Braga \| Bragança \| Castelo Branco \| Coimbra \| Évora \| Faro \| Guarda \| Leiria \| Lisboa \| Portalegre \| Porto \| Santarém \| Setúbal \| Viana do Castelo \| Vila Real \| Viseu \| Açores \| Madeira |

## Presidentes eleitos

### Distrito de Aveiro
| Concelho             | Partido | Partido                     | Presidente              | %     | Vereadores |
| -------------------- | ------- | --------------------------- | ----------------------- | ----- | ---------- |
| Águeda               |         | PSD-MPT                     | Jorge Almeida           | 46,07 | 4 / 7      |
| Albergaria-a-Velha   |         | CDS – Partido Popular       | António Loureiro Santos | 59,70 | 5 / 7      |
| Anadia               |         | Grupo de Cidadãos Eleitores | Teresa Belém Cardoso    | 45,34 | 4 / 7      |
| Arouca               |         | Partido Socialista          | Margarida Belém         | 50,32 | 4 / 7      |
| Aveiro               |         | PSD-CDS-PPM                 | José Ribau Esteves      | 51,26 | 6 / 9      |
| Castelo de Paiva     |         | Partido Social Democrata    | José Rocha              | 40,04 | 3 / 7      |
| Espinho              |         | Partido Socialista          | Miguel Reis             | 40,23 | 4 / 7      |
| Estarreja            |         | PSD-CDS                     | Diamantino Sabina       | 52,31 | 4 / 7      |
| Ílhavo               |         | Grupo de Cidadãos Eleitores | João Campolargo         | 33,46 | 3 / 7      |
| Mealhada             |         | Grupo de Cidadãos Eleitores | António Jorge Franco    | 37,82 | 3 / 7      |
| Murtosa              |         | Partido Social Democrata    | Joaquim Batista         | 71,10 | 4 / 5      |
| Oliveira de Azeméis  |         | Partido Socialista          | Joaquim Jorge           | 54,87 | 6 / 9      |
| Oliveira do Bairro   |         | CDS – Partido Popular       | Duarte Novo             | 45,58 | 4 / 7      |
| Ovar                 |         | Partido Social Democrata    | Salvador Malheiro       | 57,01 | 7 / 9      |
| Santa Maria da Feira |         | Partido Social Democrata    | Emídio Sousa            | 48,91 | 7 / 11     |
| São João da Madeira  |         | Partido Socialista          | Jorge Sequeira          | 51,60 | 4 / 7      |
| Sever do Vouga       |         | Partido Social Democrata    | Pedro Lobo              | 43,51 | 3 / 7      |
| Vagos                |         | Partido Social Democrata    | Silvério Regalado       | 60,70 | 6 / 7      |
| Vale de Cambra       |         | CDS – Partido Popular       | José Pinheiro           | 58,19 | 5 / 7      |

### Distrito de Beja
| Concelho             | Partido | Partido                        | Presidente           | %     | Vereadores |
| -------------------- | ------- | ------------------------------ | -------------------- | ----- | ---------- |
| Aljustrel            |         | Partido Socialista             | Carlos Teles         | 47,54 | 3 / 5      |
| Almodôvar            |         | Partido Socialista             | António Bota         | 70,84 | 4 / 5      |
| Alvito               |         | Partido Socialista             | José Manuel Efigénio | 49,66 | 3 / 5      |
| Barrancos            |         | Coligação Democrática Unitária | Leonel Rodrigues     | 46,50 | 2 / 5      |
| Beja                 |         | Partido Socialista             | Paulo Arsénio        | 39,14 | 3 / 7      |
| Castro Verde         |         | Partido Socialista             | António José Brito   | 58,43 | 3 / 5      |
| Cuba                 |         | Coligação Democrática Unitária | João Português       | 56,10 | 3 / 5      |
| Ferreira do Alentejo |         | Partido Socialista             | Luís Pita Ameixa     | 46,04 | 3 / 5      |
| Mértola              |         | Partido Socialista             | Mário Tomé           | 57,61 | 4 / 5      |
| Moura                |         | Partido Socialista             | Álvaro Azedo         | 40,31 | 3 / 7      |
| Odemira              |         | Partido Socialista             | Hélder Guerreiro     | 46,66 | 5 / 7      |
| Ourique              |         | Partido Socialista             | Marcelo Guerreiro    | 53,10 | 3 / 5      |
| Serpa                |         | Coligação Democrática Unitária | João Efigénio        | 43,07 | 4 / 7      |
| Vidigueira           |         | Coligação Democrática Unitária | Rui Raposo           | 48,58 | 3 / 5      |

### Distrito de Braga
| Concelho               | Partido | Partido                  | Presidente         | %     | Vereadores |
| ---------------------- | ------- | ------------------------ | ------------------ | ----- | ---------- |
| Amares                 |         | PSD-CDS                  | Manuel Moreira     | 51,95 | 4 / 7      |
| Barcelos               |         | PSD-CDS                  | Mário Constantino  | 45,39 | 6 / 11     |
| Braga                  |         | PSD-CDS-PPM-A            | Ricardo Rio        | 42,89 | 6 / 11     |
| Cabeceiras de Basto    |         | Partido Socialista       | Francisco Alves    | 42,09 | 3 / 7      |
| Celorico de Basto      |         | Partido Social Democrata | José Peixoto Lima  | 44,80 | 3 / 7      |
| Esposende              |         | Partido Social Democrata | Benjamim Pereira   | 58,41 | 6 / 7      |
| Fafe                   |         | Partido Socialista       | Antero Barbosa     | 53,79 | 5 / 7      |
| Guimarães              |         | Partido Socialista       | Domingos Bragança  | 48,06 | 7 / 11     |
| Póvoa de Lanhoso       |         | Partido Socialista       | Frederico Castro   | 47,88 | 4 / 7      |
| Terras de Bouro        |         | Partido Social Democrata | Manuel Tibo        | 76,08 | 5 / 5      |
| Vieira do Minho        |         | Partido Social Democrata | António Cardoso    | 57,44 | 4 / 7      |
| Vila Nova de Famalicão |         | PSD-CDS                  | Mário Passos       | 52,88 | 7 / 11     |
| Vila Verde             |         | Partido Social Democrata | Júlia Fernandes    | 53,77 | 5 / 7      |
| Vizela                 |         | Partido Socialista       | Vítor Hugo Salgado | 74,09 | 6 / 7      |

### Distrito de Bragança
| Concelho                 | Partido | Partido                  | Presidente         | %     | Vereadores |
| ------------------------ | ------- | ------------------------ | ------------------ | ----- | ---------- |
| Alfândega da Fé          |         | Partido Socialista       | Eduardo Tavares    | 51,71 | 3 / 5      |
| Bragança                 |         | Partido Social Democrata | Hernâni Dias       | 57,51 | 5 / 7      |
| Carrazeda de Ansiães     |         | Partido Social Democrata | João Gonçalves     | 59,65 | 4 / 5      |
| Freixo de Espada à Cinta |         | Partido Socialista       | Nuno Ferreira      | 62,97 | 3 / 5      |
| Macedo de Cavaleiros     |         | Partido Socialista       | Benjamim Rodrigues | 48,51 | 4 / 7      |
| Miranda do Douro         |         | PSD-CDS                  | Helena Barril      | 54,15 | 3 / 5      |
| Mirandela                |         | Partido Socialista       | Júlia Rodrigues    | 51,88 | 4 / 7      |
| Mogadouro                |         | Partido Social Democrata | António Pimentel   | 48,74 | 3 / 5      |
| Torre de Moncorvo        |         | PSD-CDS                  | Nuno Gonçalves     | 52,11 | 3 / 5      |
| Vila Flor                |         | PSD-CDS                  | Pedro Lima         | 53,77 | 3 / 5      |
| Vimioso                  |         | Partido Social Democrata | Jorge Fidalgo      | 63,38 | 4 / 5      |
| Vinhais                  |         | Partido Socialista       | Luís Fernandes     | 50,67 | 3 / 5      |

### Distrito de Castelo Branco
| Concelho            | Partido | Partido                  | Presidente          | %     | Vereadores |
| ------------------- | ------- | ------------------------ | ------------------- | ----- | ---------- |
| Belmonte            |         | Partido Socialista       | António Dias Rocha  | 41,59 | 2 / 5      |
| Castelo Branco      |         | Partido Socialista       | Leopoldo Rodrigues  | 35,95 | 3 / 7      |
| Covilhã             |         | Partido Socialista       | Vítor Pereira       | 46,24 | 4 / 7      |
| Fundão              |         | Partido Social Democrata | Paulo Fernandes     | 56,74 | 5 / 7      |
| Idanha-a-Nova       |         | Partido Socialista       | Armindo Jacinto     | 53,69 | 3 / 5      |
| Oleiros             |         | Partido Social Democrata | Fernando Jorge      | 51,30 | 3 / 5      |
| Penamacor           |         | Partido Socialista       | António Luís Beites | 57,54 | 3 / 5      |
| Proença-a-Nova      |         | Partido Socialista       | João Lobo           | 64,57 | 4 / 5      |
| Sertã               |         | Partido Socialista       | Carlos Miranda      | 47,66 | 4 / 7      |
| Vila de Rei         |         | Partido Social Democrata | Ricardo Aires       | 61,26 | 4 / 5      |
| Vila Velha de Ródão |         | Partido Socialista       | Luís Pereira        | 73,73 | 4 / 5      |

### Distrito de Coimbra
| Concelho             | Partido | Partido                     | Presidente            | %     | Vereadores |
| -------------------- | ------- | --------------------------- | --------------------- | ----- | ---------- |
| Arganil              |         | Partido Social Democrata    | Luís Paulo Costa      | 59,33 | 5 / 7      |
| Cantanhede           |         | Partido Social Democrata    | Helena Teodósio       | 55,31 | 5 / 7      |
| Coimbra              |         | PSD-CDS-NC-PPM-A-RIR-VP     | José Manuel Silva     | 43,92 | 6 / 11     |
| Condeixa-a-Nova      |         | Partido Socialista          | Nuno Moita            | 44,01 | 4 / 7      |
| Figueira da Foz      |         | Grupo de Cidadãos Eleitores | Pedro Santana Lopes   | 40,39 | 4 / 9      |
| Góis                 |         | Partido Social Democrata    | Rui Sampaio           | 40,41 | 2 / 5      |
| Lousã                |         | Partido Socialista          | Luís Antunes          | 52,94 | 4 / 7      |
| Mira                 |         | Partido Social Democrata    | Raul Almeida          | 59,06 | 5 / 7      |
| Miranda do Corvo     |         | Partido Socialista          | Miguel Baptista       | 45,41 | 4 / 7      |
| Montemor-o-Velho     |         | Partido Socialista          | Emílio Torrão         | 50,61 | 4 / 7      |
| Oliveira do Hospital |         | Partido Socialista          | José Francisco Rolo   | 56,21 | 4 / 7      |
| Pampilhosa da Serra  |         | Partido Social Democrata    | Jorge Custódio        | 61,23 | 4 / 5      |
| Penacova             |         | Partido Social Democrata    | Álvaro Coimbra        | 46,39 | 4 / 7      |
| Penela               |         | Partido Socialista          | Eduardo Santos        | 56,66 | 3 / 5      |
| Soure                |         | Partido Socialista          | Mário Jorge Nunes     | 45,04 | 4 / 7      |
| Tábua                |         | Partido Socialista          | Ricardo Cruz          | 52,49 | 4 / 7      |
| Vila Nova de Poiares |         | Partido Socialista          | João Miguel Henriques | 59,33 | 3 / 5      |

### Distrito de Évora
| Concelho              | Partido | Partido                        | Presidente          | %     | Vereadores |
| --------------------- | ------- | ------------------------------ | ------------------- | ----- | ---------- |
| Alandroal             |         | Partido Socialista             | João Grilo          | 56,99 | 4 / 5      |
| Arraiolos             |         | Coligação Democrática Unitária | Sílvia Pinto        | 58,98 | 4 / 5      |
| Borba                 |         | Grupo de Cidadãos Eleitores    | António Anselmo     | 43,04 | 3 / 5      |
| Estremoz              |         | Partido Socialista             | José Daniel Sádio   | 35,32 | 3 / 7      |
| Évora                 |         | Coligação Democrática Unitária | Carlos Pinto de Sá  | 27,44 | 2 / 7      |
| Montemor-o-Novo       |         | Partido Socialista             | Olímpio Galvão      | 40,15 | 3 / 7      |
| Mora                  |         | Partido Socialista             | Paula Chuço         | 48,12 | 3 / 5      |
| Mourão                |         | PSD-CDS                        | João Fortes         | 47,14 | 3 / 5      |
| Portel                |         | Partido Socialista             | José Manuel Grilo   | 56,67 | 3 / 5      |
| Redondo               |         | PSD-CDS                        | David Fialho Galego | 43,73 | 3 / 5      |
| Reguengos de Monsaraz |         | Partido Social Democrata       | Marta Prates        | 48,62 | 3 / 5      |
| Vendas Novas          |         | Partido Socialista             | Luís Dias           | 41,53 | 2 / 5      |
| Viana do Alentejo     |         | Coligação Democrática Unitária | Luís Miguel Duarte  | 37,36 | 2 / 5      |
| Vila Viçosa           |         | PSD-CDS-PPM-MPT                | Inácio Esperança    | 51,45 | 3 / 5      |

### Distrito de Faro
| Concelho                   | Partido | Partido                        | Presidente            | %     | Vereadores |
| -------------------------- | ------- | ------------------------------ | --------------------- | ----- | ---------- |
| Albufeira                  |         | PSD-CDS-MPT-PPM                | José Carlos Rolo      | 32,04 | 3 / 7      |
| Alcoutim                   |         | Partido Socialista             | Osvaldo Gonçalves     | 55,07 | 3 / 5      |
| Aljezur                    |         | Partido Socialista             | José Manuel Gonçalves | 44,69 | 3 / 5      |
| Castro Marim               |         | Partido Social Democrata       | Francisco Amaral      | 56,18 | 3 / 5      |
| Faro                       |         | PSD-CDS-IL-MPT-PPM             | Rogério Bacalhau      | 47,76 | 6 / 9      |
| Lagoa                      |         | Partido Socialista             | Luís Encarnação       | 51,46 | 5 / 7      |
| Lagos                      |         | Partido Socialista             | Hugo Pereira          | 53,47 | 5 / 7      |
| Loulé                      |         | Partido Socialista             | Vítor Aleixo          | 55,44 | 6 / 9      |
| Monchique                  |         | Partido Socialista             | Paulo Alves           | 49,61 | 3 / 5      |
| Olhão                      |         | Partido Socialista             | António Pina          | 49,20 | 5 / 7      |
| Portimão                   |         | Partido Socialista             | Isilda Gomes          | 39,88 | 5 / 9      |
| São Brás de Alportel       |         | Partido Socialista             | Vítor Guerreiro       | 58,56 | 3 / 5      |
| Silves                     |         | Coligação Democrática Unitária | Rosa Palma            | 43,10 | 4 / 7      |
| Tavira                     |         | Partido Socialista             | Ana Paula Martins     | 43,71 | 4 / 7      |
| Vila do Bispo              |         | Partido Socialista             | Rute Silva            | 33,07 | 2 / 5      |
| Vila Real de Santo António |         | Partido Socialista             | Álvaro Araújo         | 37,12 | 3 / 7      |

### Distrito da Guarda
| Concelho                    | Partido | Partido                     | Presidente           | %     | Vereadores |
| --------------------------- | ------- | --------------------------- | -------------------- | ----- | ---------- |
| Aguiar da Beira             |         | Grupo de Cidadãos Eleitores | Virgilo da Cunha     | 52,16 | 3 / 5      |
| Almeida                     |         | Partido Social Democrata    | António José Machado | 49,74 | 3 / 5      |
| Celorico da Beira           |         | Partido Social Democrata    | Carlos Ascensão      | 56,16 | 3 / 5      |
| Figueira de Castelo Rodrigo |         | Partido Social Democrata    | Carlos Condesso      | 47,63 | 3 / 5      |
| Fornos de Algodres          |         | Partido Socialista          | Manuel Fonseca       | 60,33 | 3 / 5      |
| Gouveia                     |         | Partido Social Democrata    | Luís Tadeu           | 50,09 | 4 / 7      |
| Guarda                      |         | Grupo de Cidadãos Eleitores | Sérgio Costa         | 36,22 | 3 / 7      |
| Manteigas                   |         | Grupo de Cidadãos Eleitores | Flávio Massano       | 34,14 | 2 / 5      |
| Mêda                        |         | PSD-CDS                     | João Mourato         | 49,78 | 3 / 5      |
| Pinhel                      |         | Partido Social Democrata    | Rui Ventura          | 66,64 | 4 / 5      |
| Sabugal                     |         | Partido Social Democrata    | Vítor Proença        | 47,09 | 4 / 7      |
| Seia                        |         | Partido Socialista          | Luciano Ribeiro      | 43,68 | 4 / 7      |
| Trancoso                    |         | Partido Socialista          | Amílcar Salvador     | 59,71 | 3 / 5      |
| Vila Nova de Foz Côa        |         | Partido Social Democrata    | João Paulo Sousa     | 59,71 | 3 / 5      |

### Distrito de Leiria
| Concelho            | Partido | Partido                     | Presidente             | %     | Vereadores |
| ------------------- | ------- | --------------------------- | ---------------------- | ----- | ---------- |
| Alcobaça            |         | Partido Social Democrata    | Hermínio Rodrigues     | 43,18 | 4 / 7      |
| Alvaiázere          |         | Partido Social Democrata    | João Guerreiro         | 40,74 | 3 / 5      |
| Ansião              |         | Partido Socialista          | António Domingues      | 47,98 | 4 / 7      |
| Batalha             |         | Grupo de Cidadãos Eleitores | Raul Castro            | 46,48 | 4 / 7      |
| Bombarral           |         | Partido Socialista          | Ricardo Fernandes      | 41,13 | 4 / 7      |
| Caldas da Rainha    |         | Grupo de Cidadãos Eleitores | Vítor Marques          | 40,70 | 3 / 7      |
| Castanheira de Pera |         | Partido Socialista          | António Henriques      | 40,02 | 2 / 5      |
| Figueiró dos Vinhos |         | Partido Socialista          | Jorge Abreu            | 43,63 | 2 / 5      |
| Leiria              |         | Partido Socialista          | Gonçalo Lopes          | 52,47 | 8 / 11     |
| Marinha Grande      |         | Grupo de Cidadãos Eleitores | Aurélio Ferreira       | 38,31 | 3 / 7      |
| Nazaré              |         | Partido Socialista          | Walter Chicharro       | 44,90 | 4 / 7      |
| Óbidos              |         | Partido Social Democrata    | Filipe Daniel          | 45,19 | 4 / 7      |
| Pedrógão Grande     |         | Partido Social Democrata    | António Ferreira Lopes | 52,62 | 3 / 5      |
| Peniche             |         | Grupo de Cidadãos Eleitores | Henrique Bertino       | 30,00 | 2 / 7      |
| Pombal              |         | Partido Social Democrata    | Pedro Pimpão           | 61,07 | 5 / 7      |
| Porto de Mós        |         | Partido Social Democrata    | Jorge Vala             | 55,87 | 4 / 7      |

### Distrito de Lisboa
| Concelho               | Partido | Partido                        | Presidente              | %     | Vereadores |
| ---------------------- | ------- | ------------------------------ | ----------------------- | ----- | ---------- |
| Alenquer               |         | Partido Socialista             | Pedro Folgado           | 42,41 | 5 / 7      |
| Amadora                |         | Partido Socialista             | Carla Tavares           | 43,88 | 7 / 11     |
| Arruda dos Vinhos      |         | Partido Socialista             | André Rijo              | 64,99 | 5 / 7      |
| Azambuja               |         | Partido Socialista             | Silvino Lúcio           | 39,76 | 3 / 7      |
| Cadaval                |         | Partido Social Democrata       | José Bernardo Nunes     | 52,23 | 4 / 7      |
| Cascais                |         | PSD-CDS                        | Carlos Carreiras        | 52,55 | 7 / 11     |
| Lisboa                 |         | PSD-CDS-A-MPT-PPM              | Carlos Moedas           | 34,26 | 7 / 17     |
| Loures                 |         | Partido Socialista             | Ricardo Leão            | 31,52 | 4 / 11     |
| Lourinhã               |         | Partido Socialista             | João Duarte Carvalho    | 45,18 | 4 / 7      |
| Mafra                  |         | Partido Social Democrata       | Hélder Sousa Silva      | 57,43 | 7 / 9      |
| Odivelas               |         | Partido Socialista             | Hugo Martins            | 44,84 | 6 / 11     |
| Oeiras                 |         | Grupo de Cidadãos Eleitores    | Isaltino Morais         | 50,86 | 8 / 11     |
| Sintra                 |         | Partido Socialista             | Basílio Horta           | 35,25 | 5 / 11     |
| Sobral de Monte Agraço |         | Coligação Democrática Unitária | José Alberto Quintino   | 42,89 | 3 / 5      |
| Torres Vedras          |         | Partido Socialista             | Laura Rodrigues         | 39,97 | 5 / 9      |
| Vila Franca de Xira    |         | Partido Socialista             | Fernando Paulo Ferreira | 39,59 | 5 / 11     |

### Distrito de Portalegre
| Concelho        | Partido | Partido                        | Presidente          | %     | Vereadores |
| --------------- | ------- | ------------------------------ | ------------------- | ----- | ---------- |
| Alter do Chão   |         | PSD-CDS                        | Francisco Miranda   | 43,79 | 3 / 5      |
| Arronches       |         | Partido Social Democrata       | João Crespo         | 53,26 | 3 / 5      |
| Avis            |         | Coligação Democrática Unitária | Nuno Silva          | 54,91 | 3 / 5      |
| Campo Maior     |         | Partido Socialista             | Luís Rosinha        | 52,40 | 3 / 5      |
| Castelo de Vide |         | Partido Social Democrata       | António Pita        | 50,40 | 3 / 5      |
| Crato           |         | Partido Socialista             | Joaquim Diogo       | 43,93 | 2 / 5      |
| Elvas           |         | Grupo de Cidadãos Eleitores    | Rondão Almeida      | 37,87 | 3 / 7      |
| Fronteira       |         | Partido Social Democrata       | Rogério Silva       | 58,11 | 4 / 5      |
| Gavião          |         | Partido Socialista             | José Pio            | 47,24 | 3 / 5      |
| Marvão          |         | PSD-CDS                        | Luís Vitorino       | 48,20 | 3 / 5      |
| Monforte        |         | Coligação Democrática Unitária | Gonçalo Lagem       | 62,37 | 4 / 5      |
| Nisa            |         | Partido Socialista             | Idalina Trindade    | 54,40 | 3 / 5      |
| Ponte de Sor    |         | Partido Socialista             | Hugo Hilário        | 64,08 | 6 / 7      |
| Portalegre      |         | PSD-CDS                        | Fermelinda Carvalho | 38,39 | 3 / 7      |
| Sousel          |         | Partido Socialista             | Manuel Valério      | 62,18 | 4 / 5      |

### Distrito do Porto
| Concelho           | Partido | Partido                     | Presidente              | %     | Vereadores |
| ------------------ | ------- | --------------------------- | ----------------------- | ----- | ---------- |
| Amarante           |         | PSD-CDS                     | José Luís Gaspar        | 52,36 | 5 / 9      |
| Baião              |         | Partido Socialista          | Paulo Pereira           | 60,82 | 5 / 7      |
| Felgueiras         |         | L-PS                        | Nuno Fonseca            | 67,89 | 7 / 9      |
| Gondomar           |         | Partido Socialista          | Marco Martins           | 46,89 | 7 / 11     |
| Lousada            |         | Partido Socialista          | Pedro Machado           | 58,78 | 5 / 7      |
| Maia               |         | PSD-CDS                     | António Silva Tiago     | 40,42 | 6 / 11     |
| Marco de Canaveses |         | Partido Socialista          | Cristina Vieira         | 59,04 | 5 / 7      |
| Matosinhos         |         | Partido Socialista          | Luísa Salgueiro         | 43,62 | 7 / 11     |
| Paços de Ferreira  |         | Partido Socialista          | Humberto Brito          | 55,78 | 4 / 7      |
| Paredes            |         | Partido Socialista          | Alexandre Almeida       | 62,44 | 7 / 9      |
| Penafiel           |         | PSD-CDS                     | Antonino Sousa          | 60,51 | 6 / 9      |
| Porto              |         | Grupo de Cidadãos Eleitores | Rui Moreira             | 40,72 | 6 / 13     |
| Póvoa de Varzim    |         | Partido Social Democrata    | Aires Pereira           | 51,65 | 7 / 9      |
| Santo Tirso        |         | Partido Socialista          | Alberto Costa           | 60,36 | 7 / 9      |
| Trofa              |         | PSD-CDS                     | Sérgio Humberto Silva   | 56,47 | 5 / 7      |
| Valongo            |         | Partido Socialista          | José Manuel Ribeiro     | 50,12 | 6 / 9      |
| Vila do Conde      |         | Partido Socialista          | Vítor Costa             | 42,41 | 5 / 9      |
| Vila Nova de Gaia  |         | Partido Socialista          | Eduardo Vítor Rodrigues | 57,79 | 9 / 11     |

### Distrito de Santarém
| Concelho               | Partido | Partido                        | Presidente             | %     | Vereadores |
| ---------------------- | ------- | ------------------------------ | ---------------------- | ----- | ---------- |
| Abrantes               |         | Partido Socialista             | Manuel Jorge Valamatos | 55,79 | 5 / 7      |
| Alcanena               |         | PSD-CDS-MPT                    | Rui Anastácio          | 46,49 | 4 / 7      |
| Almeirim               |         | Partido Socialista             | Pedro Ribeiro          | 68,28 | 6 / 7      |
| Alpiarça               |         | Partido Socialista             | Sónia Sanfona          | 43,30 | 3 / 5      |
| Benavente              |         | Coligação Democrática Unitária | Carlos Coutinho        | 32,96 | 3 / 7      |
| Cartaxo                |         | Partido Social Democrata       | João Heitor            | 46,58 | 4 / 7      |
| Chamusca               |         | Partido Socialista             | Paulo Queimado         | 44,33 | 3 / 5      |
| Constância             |         | Partido Socialista             | Sérgio Oliveira        | 58,71 | 4 / 5      |
| Coruche                |         | Partido Socialista             | Francisco Oliveira     | 50,50 | 4 / 7      |
| Entroncamento          |         | Partido Socialista             | Jorge Faria            | 32,45 | 3 / 7      |
| Ferreira do Zêzere     |         | Partido Socialista             | Bruno Gomes            | 56,88 | 3 / 5      |
| Golegã                 |         | Grupo de Cidadãos Eleitores    | António Camilo         | 47,82 | 3 / 5      |
| Mação                  |         | Partido Social Democrata       | Vasco Estrela          | 63,33 | 4 / 5      |
| Ourém                  |         | PSD-CDS                        | Luís Albuquerque       | 62,78 | 6 / 7      |
| Rio Maior              |         | PSD-CDS                        | Filipe Santana Dias    | 56,96 | 5 / 7      |
| Salvaterra de Magos    |         | Partido Socialista             | Hélder Esménio         | 49,61 | 5 / 7      |
| Santarém               |         | Partido Social Democrata       | Ricardo Gonçalves      | 37,42 | 4 / 9      |
| Sardoal                |         | Partido Social Democrata       | Miguel Borges          | 45,22 | 3 / 5      |
| Tomar                  |         | Partido Socialista             | Anabela Freitas        | 39,70 | 4 / 7      |
| Torres Novas           |         | Partido Socialista             | Pedro Ferreita         | 45,27 | 5 / 7      |
| Vila Nova da Barquinha |         | Partido Socialista             | Fernando Freire        | 54,99 | 4 / 5      |

### Distrito de Setúbal
| Concelho          | Partido | Partido                        | Presidente              | %     | Vereadores |
| ----------------- | ------- | ------------------------------ | ----------------------- | ----- | ---------- |
| Alcácer do Sal    |         | Coligação Democrática Unitária | Vítor Proença           | 48,09 | 4 / 7      |
| Alcochete         |         | Partido Socialista             | Fernando Pinto          | 52,95 | 5 / 7      |
| Almada            |         | Partido Socialista             | Inês de Medeiros        | 39,87 | 5 / 11     |
| Barreiro          |         | Partido Socialista             | Frederico Rosa          | 56,68 | 7 / 9      |
| Grândola          |         | Coligação Democrática Unitária | António Figueira Mendes | 44,54 | 4 / 7      |
| Moita             |         | Partido Socialista             | Carlos Rodrigues Albino | 37,63 | 4 / 9      |
| Montijo           |         | Partido Socialista             | Nuno Canta              | 29,49 | 3 / 7      |
| Palmela           |         | Coligação Democrática Unitária | Álvaro Amaro            | 31,42 | 4 / 9      |
| Santiago do Cacém |         | Coligação Democrática Unitária | Álvaro Beijinha         | 43,25 | 4 / 7      |
| Seixal            |         | Coligação Democrática Unitária | Joaquim Santos          | 37,74 | 5 / 11     |
| Sesimbra          |         | Coligação Democrática Unitária | Francisco Jesus         | 34,30 | 3 / 7      |
| Setúbal           |         | Coligação Democrática Unitária | André Martins           | 34,40 | 5 / 11     |
| Sines             |         | Partido Socialista             | Nuno Mascarenhas        | 50,24 | 4 / 7      |

### Distrito de Viana do Castelo
| Concelho              | Partido | Partido                  | Presidente              | %     | Vereadores |
| --------------------- | ------- | ------------------------ | ----------------------- | ----- | ---------- |
| Arcos de Valdevez     |         | Partido Social Democrata | João Manuel Esteves     | 58,28 | 5 / 7      |
| Caminha               |         | Partido Socialista       | Miguel Alves            | 46,79 | 4 / 7      |
| Melgaço               |         | Partido Socialista       | Manoel Batista          | 54,23 | 4 / 7      |
| Monção                |         | Partido Social Democrata | António Barbosa         | 62,28 | 5 / 7      |
| Paredes de Coura      |         | Partido Socialista       | Vítor Paulo Pereira     | 65,81 | 4 / 5      |
| Ponte da Barca        |         | Partido Social Democrata | Augusto Marinho         | 46,60 | 4 / 7      |
| Ponte de Lima         |         | CDS – Partido Popular    | Vasco Ferraz            | 43,38 | 4 / 7      |
| Valença               |         | Partido Socialista       | José Manuel Carpinteira | 40,01 | 3 / 7      |
| Viana do Castelo      |         | Partido Socialista       | Luís Nobre              | 45,05 | 5 / 9      |
| Vila Nova de Cerveira |         | Partido Socialista       | Rui Teixeira            | 50,83 | 3 / 5      |

### Distrito de Vila Real
| Concelho                 | Partido | Partido                  | Presidente            | %     | Vereadores |
| ------------------------ | ------- | ------------------------ | --------------------- | ----- | ---------- |
| Alijó                    |         | PSD-CDS                  | José Paredes          | 59,99 | 5 / 7      |
| Boticas                  |         | Partido Social Democrata | Fernando Quiroga      | 73,55 | 4 / 5      |
| Chaves                   |         | Partido Socialista       | Nuno Vaz              | 54,55 | 4 / 7      |
| Mesão Frio               |         | Partido Socialista       | Paulo Silva           | 48,63 | 3 / 5      |
| Mondim de Basto          |         | Partido Social Democrata | Bruno Ferreira        | 48,93 | 3 / 5      |
| Montalegre               |         | Partido Socialista       | Orlando Alves         | 51,17 | 4 / 7      |
| Murça                    |         | Partido Social Democrata | Mário Artur Lopes     | 56,97 | 3 / 5      |
| Peso da Régua            |         | Partido Social Democrata | José Manuel Gonçalves | 53,66 | 4 / 7      |
| Ribeira de Pena          |         | Partido Socialista       | João Noronha          | 54,96 | 3 / 5      |
| Sabrosa                  |         | Partido Socialista       | Helena Lapa           | 28,86 | 2 / 5      |
| Santa Marta de Penaguião |         | Partido Socialista       | Luís Machado          | 57,32 | 3 / 5      |
| Valpaços                 |         | Partido Social Democrata | Amílcar Almeida       | 73,84 | 6 / 7      |
| Vila Pouca de Aguiar     |         | Partido Social Democrata | Alberto Machado       | 64,95 | 5 / 7      |
| Vila Real                |         | Partido Socialista       | Rui Santos            | 58,44 | 5 / 7      |

### Distrito de Viseu
| Concelho              | Partido | Partido                     | Presidente             | %     | Vereadores |
| --------------------- | ------- | --------------------------- | ---------------------- | ----- | ---------- |
| Armamar               |         | PSD-CDS                     | João Paulo Fonseca     | 56,93 | 3 / 5      |
| Carregal do Sal       |         | Partido Socialista          | Paulo Catalino         | 51,41 | 3 / 5      |
| Castro Daire          |         | PSD-CDS                     | Paulo Almeida          | 61,58 | 5 / 7      |
| Cinfães               |         | Partido Socialista          | Armando Mourisco       | 61,87 | 5 / 7      |
| Lamego                |         | PSD-CDS                     | Francisco Lopes        | 45,28 | 4 / 7      |
| Mangualde             |         | Partido Socialista          | Marco Almeida          | 54,82 | 4 / 7      |
| Moimenta da Beira     |         | Partido Socialista          | Paulo Matos Figueiredo | 54,58 | 4 / 7      |
| Mortágua              |         | Partido Socialista          | Ricardo Pardal         | 61,90 | 3 / 5      |
| Nelas                 |         | PSD-CDS                     | Joaquim Amaral         | 52,25 | 4 / 7      |
| Oliveira de Frades    |         | PSD-CDS                     | João Valério           | 45,35 | 3 / 5      |
| Penalva do Castelo    |         | Partido Socialista          | Francisco Carvalho     | 56,68 | 3 / 5      |
| Penedono              |         | Partido Social Democrata    | Cristina Ferreira      | 48,26 | 3 / 5      |
| Resende               |         | Partido Socialista          | Manuel Garcês Trindade | 49,01 | 4 / 7      |
| Santa Comba Dão       |         | Partido Socialista          | Leonel Gouveia         | 52,76 | 4 / 7      |
| São João da Pesqueira |         | Grupo de Cidadãos Eleitores | Manuel Cordeiro        | 58,50 | 3 / 5      |
| São Pedro do Sul      |         | Partido Socialista          | Vítor Figueiredo       | 59,61 | 5 / 7      |
| Sátão                 |         | Partido Social Democrata    | Alexandre Vaz          | 48,00 | 4 / 7      |
| Sernancelhe           |         | Partido Social Democrata    | Carlos Santiago        | 81,89 | 5 / 5      |
| Tabuaço               |         | PSD-CDS                     | Carlos Carvalho        | 69,86 | 4 / 5      |
| Tarouca               |         | Partido Social Democrata    | Valdemar Pereira       | 59,68 | 3 / 5      |
| Tondela               |         | Partido Social Democrata    | José António Jesus     | 44,92 | 4 / 7      |
| Vila Nova de Paiva    |         | Partido Socialista          | Paulo Marques          | 43,59 | 2 / 5      |
| Viseu                 |         | Partido Social Democrata    | Fernando Ruas          | 46,68 | 5 / 9      |
| Vouzela               |         | Partido Social Democrata    | Rui Ladeira            | 59,07 | 3 / 5      |

### Região Autónoma dos Açores
| Concelho                 | Partido | Partido                     | Presidente                 | %     | Vereadores |
| ------------------------ | ------- | --------------------------- | -------------------------- | ----- | ---------- |
| Angra do Heroísmo        |         | Partido Socialista          | Álamo Meneses              | 52,86 | 4 / 7      |
| Calheta                  |         | Grupo de Cidadãos Eleitores | Décio Pereira              | 53,14 | 3 / 5      |
| Corvo                    |         | Partido Socialista          | José Manuel Silva          | 59,71 | 3 / 5      |
| Horta                    |         | PSD-CDS-PPM                 | Carlos Ferreira            | 47,80 | 4 / 7      |
| Lagoa                    |         | Partido Socialista          | Cristina Calisto           | 62,63 | 5 / 7      |
| Lajes das Flores         |         | Partido Socialista          | Luís Maciel                | 48,89 | 3 / 5      |
| Lajes do Pico            |         | Partido Socialista          | Ana Brum                   | 56,17 | 3 / 5      |
| Madalena                 |         | Partido Social Democrata    | José António Soares        | 58,08 | 3 / 5      |
| Nordeste                 |         | Partido Social Democrata    | António Miguel Soares      | 69,96 | 4 / 5      |
| Ponta Delgada            |         | Partido Social Democrata    | Pedro do Nascimento Cabral | 48,76 | 5 / 9      |
| Povoação                 |         | Partido Socialista          | Pedro Melo                 | 65,30 | 4 / 5      |
| Ribeira Grande           |         | Partido Social Democrata    | Alexandre Gaudêncio        | 61,42 | 5 / 7      |
| Santa Cruz da Graciosa   |         | PSD-CDS-PPM                 | António Reis               | 57,21 | 3 / 5      |
| Santa Cruz das Flores    |         | Partido Socialista          | José Carlos Mendes         | 61,82 | 3 / 5      |
| São Roque do Pico        |         | Partido Social Democrata    | Luís Filipe Silva          | 60,89 | 3 / 5      |
| Velas                    |         | CDS – Partido Popular       | Luís Silveira              | 66,34 | 4 / 5      |
| Vila da Praia da Vitória |         | PSD-CDS                     | Vânia Figueiredo           | 43,91 | 4 / 7      |
| Vila do Porto            |         | Partido Socialista          | Bárbara Chaves             | 57,20 | 3 / 5      |
| Vila Franca do Campo     |         | Partido Socialista          | Ricardo Rodrigues          | 50,25 | 4 / 7      |

### Região Autónoma da Madeira
| Concelho        | Partido | Partido                     | Presidente          | %     | Vereadores |
| --------------- | ------- | --------------------------- | ------------------- | ----- | ---------- |
| Calheta         |         | Partido Social Democrata    | Carlos Teles        | 71,60 | 6 / 7      |
| Câmara de Lobos |         | Partido Social Democrata    | Pedro Coelho        | 60,25 | 6 / 7      |
| Funchal         |         | PSD-CDS                     | Pedro Calado        | 46,98 | 6 / 11     |
| Machico         |         | Partido Socialista          | Ricardo Franco      | 51,57 | 4 / 7      |
| Ponta do Sol    |         | Partido Socialista          | Célia Pecegueiro    | 53,98 | 3 / 5      |
| Porto Moniz     |         | Partido Socialista          | Emanuel Câmara      | 54,70 | 3 / 5      |
| Porto Santo     |         | PSD-CDS                     | Nuno Batista        | 50,87 | 3 / 5      |
| Ribeira Brava   |         | Grupo de Cidadãos Eleitores | Ricardo Nascimento  | 63,19 | 6 / 7      |
| Santa Cruz      |         | Juntos pelo Povo            | Filipe Sousa        | 54,08 | 5 / 7      |
| Santana         |         | CDS – Partido Popular       | Dinarte Fernandes   | 58,10 | 4 / 5      |
| São Vicente     |         | PSD-CDS                     | José António Garcês | 70,48 | 5 / 5      |

## Câmaras que mudaram de Partido
| Concelho                     | 2017-2021          | 2017-2021                      | 2021-2025          | 2021-2025                      |
| Concelho                     | Partido            | Partido                        | Partido            | Partido                        |
| Distrito de Aveiro           | Distrito de Aveiro | Distrito de Aveiro             | Distrito de Aveiro | Distrito de Aveiro             |
| ---------------------------- | ------------------ | ------------------------------ | ------------------ | ------------------------------ |
| Águeda                       |                    | Grupo de Cidadãos Eleitores    |                    | PSD-MPT                        |
| Castelo de Paiva             |                    | Partido Socialista             |                    | Partido Social Democrata       |
| Espinho                      |                    | Partido Social Democrata       |                    | Partido Socialista             |
| Ílhavo                       |                    | Partido Social Democrata       |                    | Grupo de Cidadãos Eleitores    |
| Mealhada                     |                    | Partido Socialista             |                    | Grupo de Cidadãos Eleitores    |
| Sever do Vouga               |                    | Partido Socialista             |                    | Partido Social Democrata       |
| Distrito de Beja             |                    |                                |                    |                                |
| Alvito                       |                    | Coligação Democrática Unitária |                    | Partido Socialista             |
| Barrancos                    |                    | Partido Socialista             |                    | Coligação Democrática Unitária |
| Distrito de Braga            |                    |                                |                    |                                |
| Barcelos                     |                    | Partido Socialista             |                    | PSD-CDS                        |
| Póvoa de Lanhoso             |                    | Partido Social Democrata       |                    | Partido Socialista             |
| Vieira do Minho              |                    | PSD-CDS                        |                    | Partido Social Democrata       |
| Vizela                       |                    | Grupo de Cidadãos Eleitores    |                    | Partido Socialista             |
| Distrito de Bragança         |                    |                                |                    |                                |
| Freixo de Espada à Cinta     |                    | Partido Social Democrata       |                    | Partido Socialista             |
| Miranda do Douro             |                    | Partido Socialista             |                    | PSD-CDS                        |
| Mogadouro                    |                    | Partido Socialista             |                    | Partido Social Democrata       |
| Vila Flor                    |                    | Partido Socialista             |                    | PSD-CDS                        |
| Distrito de Castelo Branco   |                    |                                |                    |                                |
| Sertã                        |                    | Partido Social Democrata       |                    | Partido Socialista             |
| Distrito de Coimbra          |                    |                                |                    |                                |
| Coimbra                      |                    | Partido Socialista             |                    | PSD-CDS-NC-PPM-A-RIR-VP        |
| Figueira da Foz              |                    | Partido Socialista             |                    | Grupo de Cidadãos Eleitores    |
| Góis                         |                    | Partido Socialista             |                    | Partido Social Democrata       |
| Penacova                     |                    | Partido Socialista             |                    | Partido Social Democrata       |
| Penela                       |                    | Partido Social Democrata       |                    | Partido Socialista             |
| Distrito de Évora            |                    |                                |                    |                                |
| Estremoz                     |                    | Grupo de Cidadãos Eleitores    |                    | Partido Socialista             |
| Montemor-o-Novo              |                    | Coligação Democrática Unitária |                    | Partido Socialista             |
| Mora                         |                    | Coligação Democrática Unitária |                    | Partido Socialista             |
| Mourão                       |                    | Partido Socialista             |                    | PSD-CDS                        |
| Redondo                      |                    | Grupo de Cidadãos Eleitores    |                    | PSD-CDS                        |
| Reguengos de Monsaraz        |                    | Partido Socialista             |                    | Partido Social Democrata       |
| Viana do Alentejo            |                    | Partido Socialista             |                    | Coligação Democrática Unitária |
| Vila Viçosa                  |                    | Coligação Democrática Unitária |                    | PSD-CDS-PPM-MPT                |
| Distrito de Faro             |                    |                                |                    |                                |
| Albufeira                    |                    | Partido Social Democrata       |                    | PSD-CDS-PPM-MPT                |
| Castro Marim                 |                    | PSD-CDS                        |                    | Partido Social Democrata       |
| Monchique                    |                    | Partido Social Democrata       |                    | Partido Socialista             |
| Vila Real de Santo António   |                    | Partido Social Democrata       |                    | Partido Socialista             |
| Distrito da Guarda           |                    |                                |                    |                                |
| Figueira de Castelo Rodrigo  |                    | Partido Socialista             |                    | Partido Social Democrata       |
| Guarda                       |                    | Partido Social Democrata       |                    | Grupo de Cidadãos Eleitores    |
| Manteigas                    |                    | Partido Socialista             |                    | Grupo de Cidadãos Eleitores    |
| Mêda                         |                    | Partido Socialista             |                    | PSD-CDS                        |
| Distrito de Leiria           |                    |                                |                    |                                |
| Batalha                      |                    | Partido Social Democrata       |                    | Grupo de Cidadãos Eleitores    |
| Caldas da Rainha             |                    | Partido Social Democrata       |                    | Grupo de Cidadãos Eleitores    |
| Castanheira de Pera          |                    | Partido Social Democrata       |                    | Partido Socialista             |
| Marinha Grande               |                    | Partido Socialista             |                    | Grupo de Cidadãos Eleitores    |
| Pedrógão Grande              |                    | Partido Socialista             |                    | Partido Social Democrata       |
| Distrito de Lisboa           |                    |                                |                    |                                |
| Lisboa                       |                    | Partido Socialista             |                    | PSD-CDS-A-MPT-PPM              |
| Loures                       |                    | Coligação Democrática Unitária |                    | Partido Socialista             |
| Distrito de Portalegre       |                    |                                |                    |                                |
| Alter do Chão                |                    | Partido Socialista             |                    | PSD-CDS                        |
| Elvas                        |                    | Partido Socialista             |                    | Grupo de Cidadãos Eleitores    |
| Marvão                       |                    | Partido Social Democrata       |                    | PSD-CDS                        |
| Portalegre                   |                    | Grupo de Cidadãos Eleitores    |                    | PSD-CDS                        |
| Distrito do Porto            |                    |                                |                    |                                |
| Vila do Conde                |                    | Grupo de Cidadãos Eleitores    |                    | Partido Socialista             |
| Distrito de Santarém         |                    |                                |                    |                                |
| Alcanena                     |                    | Partido Socialista             |                    | PSD-CDS-MPT                    |
| Alpiarça                     |                    | Coligação Democrática Unitária |                    | Partido Socialista             |
| Cartaxo                      |                    | Partido Socialista             |                    | Partido Social Democrata       |
| Ferreira do Zêzere           |                    | Partido Social Democrata       |                    | Partido Socialista             |
| Golegã                       |                    | Partido Socialista             |                    | Grupo de Cidadãos Eleitores    |
| Distrito de Setúbal          |                    |                                |                    |                                |
| Moita                        |                    | Coligação Democrática Unitária |                    | Partido Socialista             |
| Distrito de Viana do Castelo |                    |                                |                    |                                |
| Valença                      |                    | Partido Social Democrata       |                    | Partido Socialista             |
| Vila Nova de Cerveira        |                    | Grupo de Cidadãos Eleitores    |                    | Partido Socialista             |
| Distrito de Vila Real        |                    |                                |                    |                                |
| Mondim de Basto              |                    | Partido Socialista             |                    | Partido Social Democrata       |
| Distrito de Viseu            |                    |                                |                    |                                |
| Armamar                      |                    | Partido Social Democrata       |                    | PSD-CDS                        |
| Lamego                       |                    | Partido Socialista             |                    | PSD-CDS                        |
| Mortágua                     |                    | Partido Social Democrata       |                    | Partido Socialista             |
| Nelas                        |                    | Partido Socialista             |                    | PSD-CDS                        |
| Oliveira de Frades           |                    | Nós, Cidadãos!                 |                    | PSD-CDS                        |
| Região Autónoma dos Açores   |                    |                                |                    |                                |
| Horta                        |                    | Partido Socialista             |                    | PSD-CDS-PPM                    |
| Santa Cruz da Graciosa       |                    | Partido Socialista             |                    | PSD-CDS-PPM                    |
| São Roque do Pico            |                    | Partido Socialista             |                    | Partido Social Democrata       |
| Vila da Praia da Vitória     |                    | Partido Socialista             |                    | PSD-CDS                        |
| Vila do Porto                |                    | Partido Social Democrata       |                    | Partido Socialista             |
| Região Autónoma da Madeira   |                    |                                |                    |                                |
| Funchal                      |                    | PS-BE-JPP-PDR-NC               |                    | PSD-CDS                        |
| Porto Santo                  |                    | Partido Social Democrata       |                    | PSD-CDS                        |
| São Vicente                  |                    | Grupo de Cidadãos Eleitores    |                    | PSD-CDS                        |

## Câmaras Municipais mais renhidas
Nas eleições autárquicas de 2021, 48 Câmaras Municipais foram decididas por menos de 5% dos votos, tendo destas 2 sido decididas por menos de 1% dos votos. As margens de vitória, e o partido vencedor, nos municípios mais disputados são as seguintes:
1. Entrocamento - PS +0.75%
2. Lisboa - PPD/PSD.CDS-PP.PPM.MPT.A +0.95%
3. Tavira - PS +1.01%
4. Alvaiázere - PSD +1.16%
5. Évora - PCP-PEV +1.17%
6. Vila do Bispo - PS +1.26%
7. Lamego - PPD/PSD.CDS-PP +1.29%
8. Moura - PS +1.34%
9. Sardoal - PSD +1.47%
10. Sabrosa - PS +1.54%
11. Tondela - PSD +1.54%
12. Póvoa de Lanhoso - PS +1.58%
13. Aljustrel - PS +1.63%
14. Montijo - PS +1.75%
15. Lajes das Flores - PS +1.81%
16. Ílhavo - IND +1.83%
17. Ponte da Barca - PSD +1.85%
18. Resende - PS +1.92%
19. Figueira da Foz - IND +2.00%
20. Estremoz - PS +2.13%
21. Figueira de Castelo Rodrigo - PSD +2.22%
22. Mogadouro - PSD +2.39%
23. Loures - PS +2.47%
24. Guarda - IND +2.54%
25. Grândola - PCP-PEV +2.64%
26. Espinho - PS +2.66%
27. Castanheira de Pêra - PS +2.67%
28. Aljezur - PS +2.87%
29. Belmonte - PS +2.91%
30. Bombarral - PS +2.94%
31. Alpiarça - PS +3.03%
32. Penacova - PSD +3.36%
33. Sesimbra - PCP-PEV +3.39%
34. Vila Praia da Vitória - PPD/PSD.CDS-PP -3.42%
35. Peniche - IND +3.72%
36. Alter do Chão - PPD/PSD.CDS-PP +3.94%
37. Marvão - PPD/PSD.CDS-PP +4.00%
38. Oliveira de Frades - PPD/PSD.CDS-PP +4.05%
39. Alcácer do Sal - PCP-PEV +4.11%
40. Santarém - PSD +4.16%
41. Castelo Branco - PS +4.30%
42. Viana do Alentejo - PCP-PEV +4.33%
43. Moita - PS +4.56%
44. Mora - PS +4.59%
45. Miranda do Corvo - PS +4.64%
46. Vila Real de Santo António - PS +4.65%
47. Golegã - IND +4.75%
48. Sertã - PS +4.85%